# Barcelona Traction, Light and Power
|  | Aquest article tracta sobre el grup empresarial. Vegeu-ne altres significats a «Barcelona Traction». |

L'empresa Barcelona Traction, Light and Power Company (1911-1952) o Companyia de Tracció, Llum i Energia de Barcelona, també coneguda com La Canadenca pel seu origen canadenc, fou un hòlding centrat en empreses de producció i distribució d'electricitat així com en empreses d'explotació de tramvies i ferrocarrils elèctrics. La va fundar l'enginyer Frederick Stark Pearson el 12 de setembre de 1911 a Toronto i fou liquidada per fallida el 1951 a l'estat espanyol després d'una conspiració de l'empresari mallorquí Joan March. Va assolir tanta importància que arribà a controlar el 90% de la distribució elèctrica a Catalunya.
La Barcelona Traction fou un dels fonaments que feu possible la Segona Revolució Industrial a Catalunya, proporcionant electricitat a la indústria i les llars catalanes. Van executar obres de les majors d'Europa en el seu moment i van emprar milers de treballadors a diversos llocs del món. Es va finançar amb capitals internacionals que invertien lliurement gràcies a la globalització econòmica que hi havia abans de la Primera Guerra Mundial. Cotitzava a les borses de Toronto, Londres, París i Brussel·les, des d'on es captaven els recursos financers que seguidament s'invertien en la filial, Riegos y Fuerza del Ebro, la qual s'encarregava de construir i explotar les centrals hidroelèctriques. L'estructura de finançament de l'empresa permetia que els promotors mantinguessin el control de la societat malgrat la gran quantitat de fons que es va captar, a través del recurs d'emetre tant accions privilegiades sense drets polítics com obligacions. També feia un ús intensiu de derivats financers des del primer moment.
El promotor de la Barcelona Traction, Frederick Pearson, morí ofegat el 1915 quan el vaixell en el que viatjava, el Lusitania, fou torpedinat per un submarí alemany. El 1928, Alfred Loewenstein, empresari belga dirigent de la societat de cartera que controlava l'empresa, va caure, saltar o fou empès del seu avió privat quan volava sobre el canal de la Mànega. El 1962, Joan March, que havia maniobrat grollerament per controlar l'empresa, morí a causa de les lesions causades en un accident d'automòbil.
Inicialment, el pla de negoci de Pearson per a la Barcelona Traction incloïa la producció d'energia elèctrica, el transport interurbà entre Barcelona i el Vallès així com promoció immobiliària. Però la mort de Pearson i els recurrents problemes financers de l'empresa van provocar que aquesta acabés limitant-se a la producció elèctrica. L'empresa patí, en major o menor grau, les conseqüències de les dues guerres mundials, i els seus actius foren tant bombardejats com utilitzats com arma de guerra en el conflicte civil espanyol. El 1919 els seus treballadors protagonitzaren una vaga que donà pas a la jornada laboral diària de vuit hores.
Patint tensions de tresoreria quasi des de la constitució, l'empresa passà per quatre reestructuracions del deute en deu anys. A partir de la dècada de 1920, la Barcelona Traction va recórrer a la creació de diverses relacions fictícies entre la seu canadenca i la catalana per pagar fraudulentament menys imposts sobre beneficis. Des de 1931, la necessitat de justificar a l'administració l'origen del deute en divises per poder sol·licitar-ne l'adquisició, així com la negativa de la Barcelona Traction a proporcionar informació sobre aquest assumpte, va enfrontar-la amb les autoritats monetàries i va bloquejar els pagaments de dividends i obligacions en lliures esterlines des de 1931 fins a la fi de l'empresa. Això fou l'element principal que permeté la irrupció de March per controlar la societat. La llarga batalla pel control que es desfermà als any 40 del segle xx entre Dannie Heineman i el mateix Joan March va implicar els governs dels Estats Units, Canadà, Regne Unit i Bèlgica, i va tenir episodis bruts de xantatge i corrupció judicial a l'estat espanyol, i s'allargà més enllà de la defunció dels dos personatges. El conflicte judicial quedà tancat en la sentència ferma del Tribunal Internacional de Justícia del 5 de febrer de 1970, la qual rebutjava la capacitat del govern belga per a  defensar els interessos d'una societat canadenca davant el Tribunal Internacional de Justícia, encara que la majoria dels accionistes fossin de nacionalitat belga. El veredicte no va entrar en el fons de la qüestió, la protecció de les inversions a l'estranger, i el procés judicial va finalitzar definitivament. La sentència és, encara ben entrat el segle xxi, un camp d'estudi per juristes en dret internacional.

## Antecedents

### Free-standing company
El període 1870-1914 fou una època d'una creixent mundialització del comerç i la inversió, en el que és feia servir sovint una figura mercantil coneguda en el món anglosaxó com free-standing company. Era una mena d'empresa creada en un país que disposava de capitals per invertir i que oferia seguretat jurídica als inversors. L'empresa oferia als inversors un rendiment major que el que poguessin obtenir d'inversions locals perquè el negoci es duia a terme en un altre país on les condicions del mercat permetien majors marges de benefici. Era l'empresa la que tenia el coneixement per gestionar la llunyania de les operacions, les diferències en els codis legals o la impressibilitat de l'acció del govern local, factors que no animaven als inversors a invertir-hi directament. Si bé l'empresa estava domiciliada en el país fundador, la seu social era formada normalment per una secretària i els membres del consell d'administració. Les operacions feien en el país destí, les quals s'executaven de forma independent i normalment sense coordinació amb altres empreses del país origen.
Els avantatges principals de tal empresa eren dos: tenia accés a capitals internacionals, la qual cosa li permetia liquiditat per fer les inversions necessàries, i la gestió de l'empresa estava portada per nacionals del país origen, que s'asseguraven que els diners captats s'administraven bé en el país destí. Aquests factors eren importants en països on els mercats de capitals no eren desenvolupats i no tenien ni experts en gestió ni tècnics per poder bastir una organització productiva eficient.
Es feu servir en el sector de la mineria, agricultura, companyies de tramvies, explotacions hidroelèctriques i altres més. L'existència d'aquesta mena de societats permetia mobilitzar capitals internacionals per crear una empresa en qualsevol lloc del món on hi hagués una oportunitat de negoci. Era un sistema molt flexible, els ingredients principals del qual eren la disponibilitat de finançament, l'oportunitat de negoci que es presentés i la combinació de tecnologies per treure'n el màxim profit. La Barcelona Traction fou l'última gran companyia d'aquest tipus creada abans de la Primera Guerra Mundial.
Sovint, una free standing company enriquia només el promotor, un cop aquest havia venut les seves accions a inversors, i també als fabricants de béns d'equip que l'empresa necessitava i que per obtenir un tracte de favor havien entrat a l'accionariat. El finançament d'aquestes empreses es feia a través de la venda d'accions i obligacions a la borsa, sovint mitjançant un sindicat financer.
Era un figura més pròpia del capitalisme anglosaxó, encara que també n'hi havia a Bèlgica, i era diferent dels conglomerats, principalment alemanys, amb un típic nucli fet d'una empresa fabricant d'equipament que invertia a l'exterior per fomentar la venda dels seus productes. En aquest cas, l'ingredient principal era una àmplia gama de productes d'una marca determinada, diferenciats de la resta per la tecnologia.

### Els sindicats financers

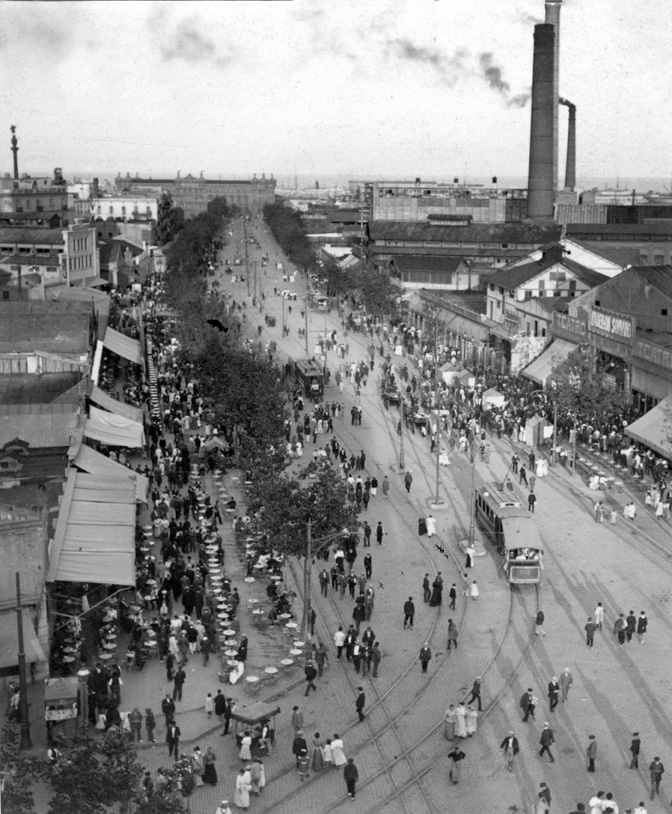
Avinguda del Paral.lel, 1913, mirant cap a l'est mostrant les xemeneies de la central elèctrica

La construcció de centrals elèctriques i de xarxes de distribució elèctrica requeria grans capitals. Les empreses que entraven en aquest mercat sovint compraven societats de la competència per assolir economies d'escala i tenir una major quota de mercat. Si ja era complicat obtenir capitals per invertir dintre del mateix país, obtenir-los per projectes a l'estranger era un repte més difícil. A principi del segle xx, el sector financer va crear tres fórmules diferents per mobilitzar capitals destinats a finançar el creixent nombre de grans obres elèctriques. Es tractava del banc industrial europeu, el sindicat financer i les societats de cartera.
Un sindicat financer era una aliança temporal entre grans inversors individuals per assumir de forma conjunta el finançament d'una inversió que pel volum excedia les capacitats individuals dels membres del sindicat, i que tingués un període de maduració llarg. El sindicat permetia endegar projectes de grans dimensions, així com dispersar el risc entre els inversors. L'objectiu era vendre els títols a entitats financeres menors, o a la borsa a petits inversors, quan el projecte empresarial comencés a obtenir ingressos propis. El guany s'obtenia per la diferència de preu dels títols en el moment inicial de la inversió i el preu venut als petits inversors.
El sindicat s'organitzava al voltant d'un capitalista principal, que tenia la seu en una plaça financera important, que juntament amb altres membres en posicions de poder en institucions financeres, assumien de forma privada la subscripció de la primera emissió d'obligacions. Les obligacions es compraven a terminis, o bé amb finançament bancari, i a un preu amb un important descompte. Les accions ordinàries de la companyia podien ser distribuïdes proporcionalment entre els tenedors d'obligacions sense cap cost. A vegades, la magnitud de la inversió sobrepassava la capacitat del centre financer; en aquest cas es feien aliances amb sindicats d'altres ciutats per poder assumir la inversió. Les desviacions econòmiques del projecte no eren importants en tant la primera anella d'inversors obtingués un bon rendiment.
Els membres del sindicat acordaven mancomunar les obligacions i sovint les accions, totes gestionades pel capitalista principal. El fet de comprometre's a actuar de forma conjunta i seguint unes normes comunes per operar al mercat feia imprescindible la confiança entre els membres del sindicat. Sovint els seus membres eren un grup de col·legues, rics i ben connectats. Normalment els títols es col·locaven en el mercat borsari quan els actius de l'empresa començaven a produir i l'empresa ja tenia ingressos per si mateixa. Les vendes a successius inversors es feien en proporció a la quantitat d'obligacions que tenia cada membre del sindicat. Una promoció consistia en diverses anelles concèntriques d'inversors que havien anat canviant de mans i cada vegada amb una proporció menor d'accions ordinàries a mesura que l'inversor se situava més lluny de l'epicentre de la promoció. El capitalista principal era l'únic que podia vendre, i a vegades comprava els valors per mantenir un increment sostingut dels preus.

### Els emprenedors

#### Carles Montañés

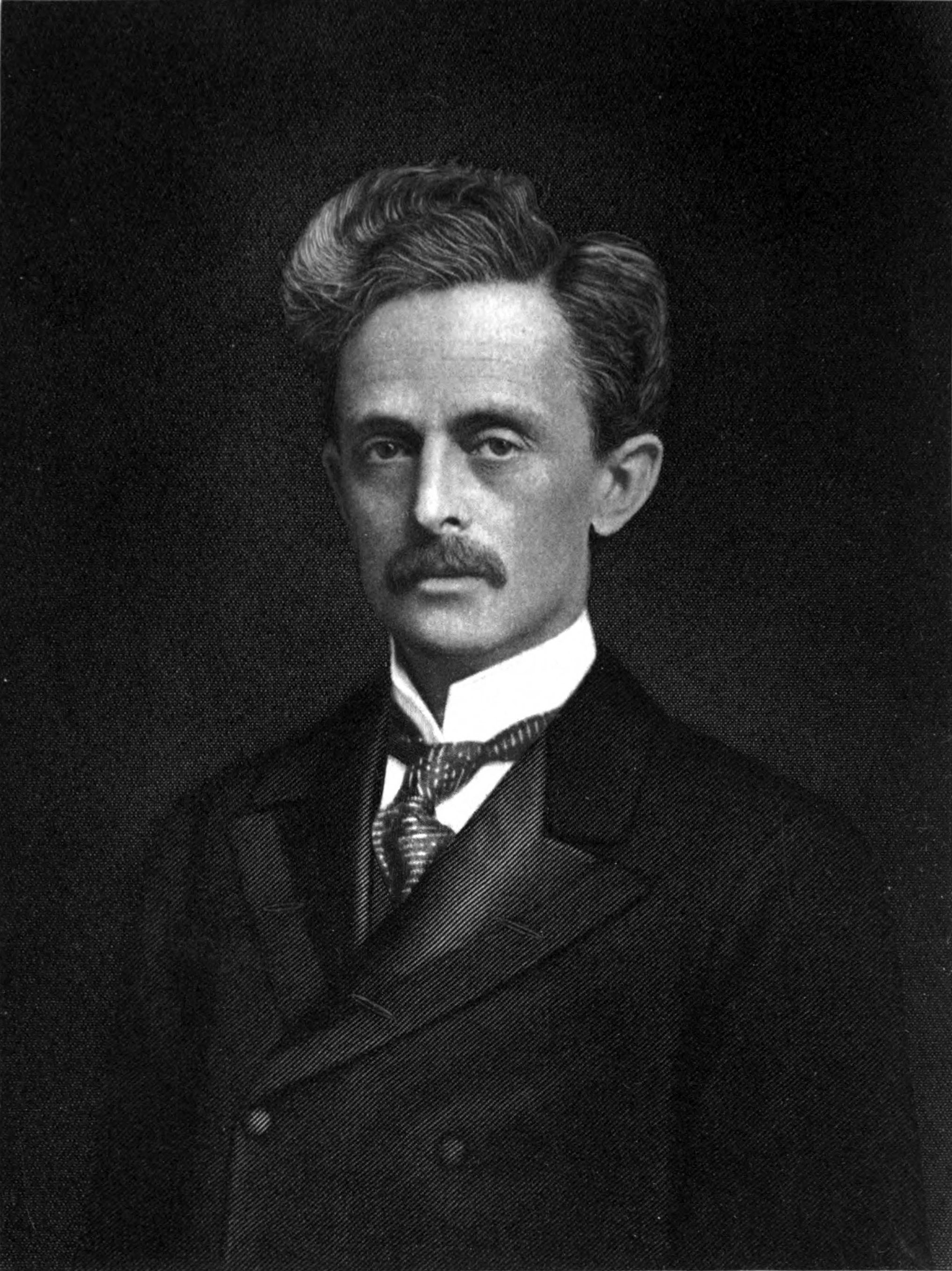
Frederick Stark Pearson

A partir de 1907 l'enginyer Carles Emili Montañès i Criquillion va concebre i dissenyar un ambiciós pla per a l'electrificació de Catalunya, amb l'objectiu de subministrar energia elèctrica per a la indústria i els serveis de Barcelona i la seva zona d'influència. Aquest pla formava part d'un projecte més ambiciós de reordenació de l'activitat econòmica de Barcelona i el Vallés. Va buscar finançament pel seu projecte, primer a Barcelona, entrevistant-se amb els banquers Manuel Arnús i Fortuny i Lluís Marsans i Peix, i després de no sortir-se'n, a l'estranger. Finalment, Montañès va contactar a Londres amb el financer Alfred Parrish i l'enginyer Horace Field Parshall (dissenyador de la primera resclosa d'Assuan), que ho van veure de bons ulls. Fins i tot es va anunciar a la premsa financera de Londres la preparació d'una emissió d'obligacions per valor de tres milions de lliures per finançar el projecte. Però en el juliol de 1909 els fets de la Setmana Tràgica a Barcelona va minvar la confiança del mercat financer i Alfred Parrish es retirà del projecte. Parshall va posar a Montañès en contacte amb l'enginyer nord-americà Frederick Stark Pearson, el qual anà a Barcelona l'u de juny de 1911, on quedà ràpidament convençut de la bondat del projecte.

#### Fred Stark Pearson
La carrera professional de Pearson va estar dedicada a la creació de grans projectes al voltant de la producció d'electricitat, treballant en diverses empreses. El 1894 era el director d'enginyeria de la Metropolitan Street Railway de Nova York. En una visita que feu a Europa veié, a Suissa i al nord d'Itàlia, les possibilitats de la producció d'energia elèctrica a partir de la utilització de l'aigua dels rius. De tornada als Estats Units, va passar a fer de tecno-emprenedor, descobrint oportunitats de negoci relacionades amb l'energia elèctrica, i assessorant empreses. En el 1899 va crear la Sao Paulo Tramway, Light and Power Company Limited, el primer dels seus quatre grans projectes hidroelèctrics, obtenint finançament de banquers canadencs. Entre 1903 i 1907 va estar fortament involucrat amb la construcció de preses i centrals hidroelèctriques al Brasil, Mèxic i el Canadà. El 1911 es trobava en un moment menys atrafegat i un conegut comú li presentà Carles Montañés, que li explicà el seu projecte de Barcelona. Un cop a la ciutat de seguida va saber veure l'oportunitat d'una regió en creixement amb una alta demanda d'electricitat juntament amb l'existència d'unes condicions naturals que permetien generar abundant energia d'origen hidroelèctric, i s'hi va abocar de ple sense vacil·lar.

## Constitució de l'empresa

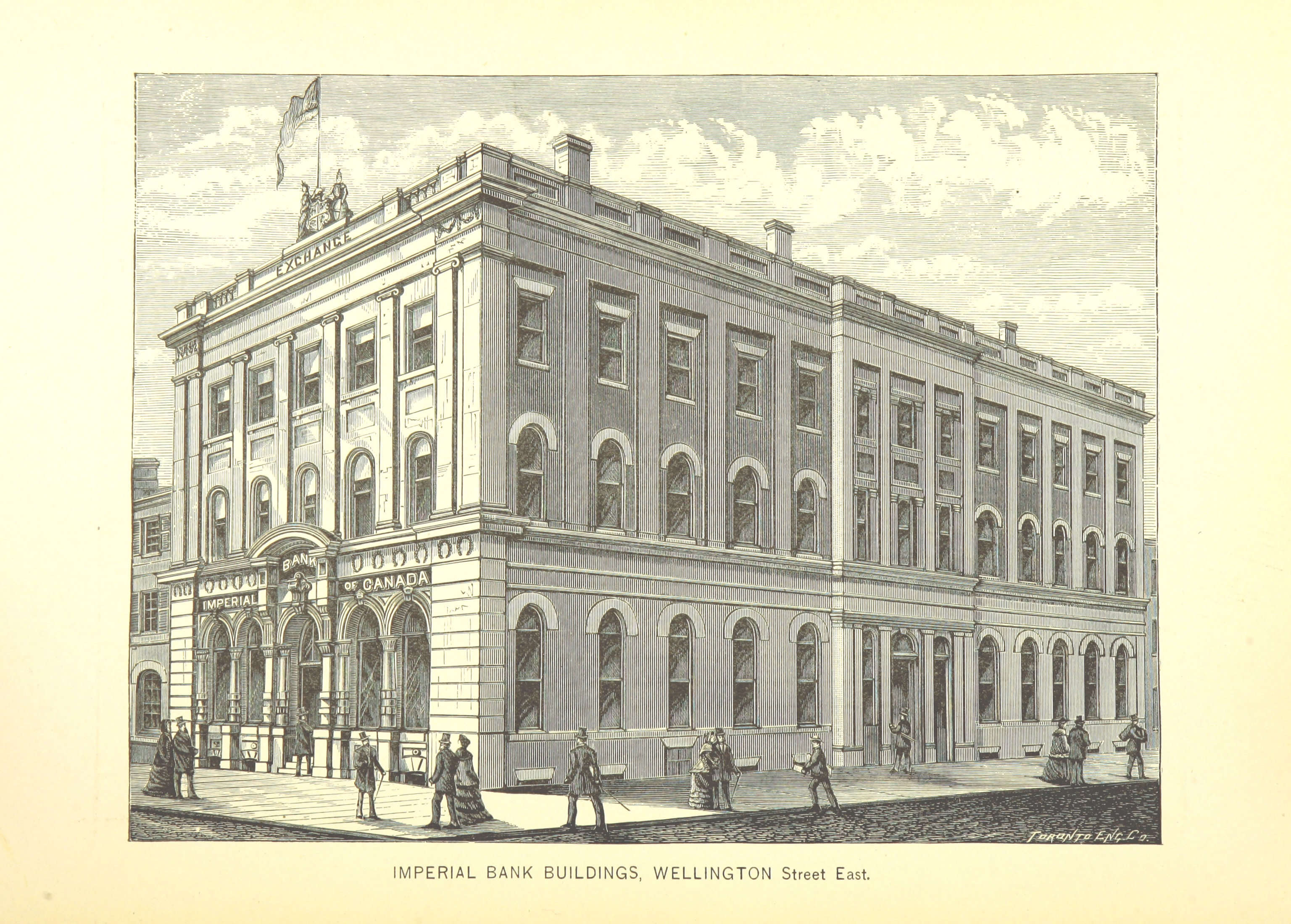
Edifici de la Borsa de Toronto

### La seu al Canadà
La seu de la primera societat constituïda de l'aliança entre Pearson i els sindicats financers canadencs fou la Sao Paulo Tramway, Light and Power Company, i s'establí el 1899 a la ciutat de Toronto, al Canadà. A partir d'aquest precedent, totes les altres societats que seguiren, incloent-hi la Barcelona Traction, foren constituïdes al mateix país. Els motius eren diversos; el pes dels sindicats financers canadencs era considerable en totes les promocions, estaven familiaritzats amb el codi mercantil canadenc i coneixien les reticències dels inversors de finançar companyies establertes en països llunyans, amb codis legals diferents i amb un funcionament de la justícia eventualment qüestionable. La legislació canadenca oferia uns avantatges únics en l'àmbit mercantil, especialment una laxa regulació dels títols valors, així com la preeminència dels òrgans de govern de l'empresa sobre els drets dels accionistes en cas de dificultats.
Si bé Londres era una plaça plenament acceptada pels inversors per a establir-hi la seu, la seva legislació imposava unes obligacions més estrictes a les empreses allà registrades. Al Regne Unit, una societat havia de sotmetre's a un escrutini exhaustiu per part dels òrgans reguladors de la borsa per tal que els seus títols hi fossin admesos a cotització. La llei de societats també imposava restriccions en matèries crítiques com la distribució d'accions, la informació continguda en els prospectes previs a la sortida a borsa i tampoc atorgava de forma automàtica els poders per expropiar, un element bàsic en una empresa de serveis públics que volgués construir infraestructures. Les companyies cotitzades a borsa havien de publicar anualment els estats financers així com el llistat dels seus accionistes.
Al Canadà no existia cap d'aquestes obligacions. Tampoc calia revelar la quantitat d'accions lliurada com a prima als titulars de les obligacions. No era necessari publicar prospectes d'informació i tampoc presentar els estats financers, ni tan sols als accionistes, fins que el consell d'administració així ho decidís. De fet, els primers estats financers de l'empresa es van publicar el 1915, malgrat haver-se constituït el setembre de 1911. Malgrat aquestes diferències, les companyies canadenques eren percebudes globalment com a societats britàniques en tot menys en el nom.

### El consell d'administració
L'empresa es constituí a Toronto el 12 de setembre de 1911. Els fundadors que figuraven a l'escriptura de constitució, joves advocats, passants i comptables, eren testaferros dels inversors reals. La majoria d'aquestes persones també figurarien com a socis fundadors de les societats Spanish Securities Company Limited i Riegos y Fuerza del Ebro. L'ús de testaferros en la fase inicial de la companyia era una pràctica consolidada i es feia per evitar el descrèdit públic dels promotors reals si la nova societat no assolia els capitals necessaris i la iniciativa s'abocava al fracàs. Només quan el finançament estava assegurat es substituïren els testaferros per incorporar al consell d'administració als veritables promotors.
En el seu moment, el consell d'administració de la Barcelona Traction seria ocupat majoritàriament per representants dels promotors internacionals, complementats per alguns personatges locals nomenats per mantenir bones relacions amb l'administració pública. En aquest darrer grup estaven presents Ferran Fabra i Puig, marquès d'Alella, el comte de Torroella de Montgrí, Enric Parellada, Domènec Sert i Mariano de Foronda, marquès de la Foronda. Pearson ocupà la presidència del consell.

### El mercat i el model de negoci
A les vigílies de la primera guerra mundial, Barcelona constituïa un dels mercats més dinàmics d'Europa per a les companyies elèctriques. En l'àmbit del consum industrial, en altres ciutats com Berlín o Londres la producció elèctrica havia de competir amb l'abundància i baix preu del carbó. Però l'escassetat de carbó a Catalunya, fet que augmentava el preu del carbó importat, va fer que a Barcelona el consum elèctric per capita superés amb escreix el d'aquestes ciutats.
Els inversors que finançarien la Barcelona Traction venien de l'experiència d'haver fet projectes similars, dos al Brasil –São Paulo i Rio de Janeiro– i un a Ciutat de Mèxic. En tots els casos s'invertia fortament en una ciutat en creixement i mal servida pels proveïdors locals. Les grans inversions que requerien les obres hidroelèctriques necessitaven un gran mercat per poder amortitzar-les. Els baixos costos d'operació feien que la rendibilitat creixés molt ràpidament un cop s'havia superat el llindar del punt mort. La millor estratègia era la que en el menor temps possible consumia tota la capacitat instal·lada; tota capacitat no usada era una inversió sense rendibilitat. Les instal·lacions hidroelèctriques del Brasil que Pearson havia dirigit generaven un EBITDA del 60%. Aquesta alta rendibilitat justificava les inversions necessàries per augmentar la demanda d'electricitat, assolint el llindar de rendibilitat més aviat. El model de negoci de la Barcelona Traction es basava en tres fonts d'ingressos:
- La venda d'electricitat a fàbriques, altres empreses i particulars.
- El transport públic mitjançant companyies de tramvies i ferrocarrils, un negoci en si mateix, i que era un gran consumidor d'electricitat.
- La promoció de zones residencials fora del nucli urbà de Barcelona, que addicionalment incrementava la demanda de transport públic i de l'energia que l'impulsava.

Per dur a terme aquests projectes de forma integral, aprofitant totes les fonts de negoci, feien falta grans quantitats de diners. Per obtenir els recursos feien falta unes figures, els sindicats financers, que eren capaços de captar recursos en diversos països. Els alts rendiments esperats permetien als primers inversors una rendibilitat espectacular, ja vinguessin dels dividends directes dels valors o de la venda quan eren ben revalorats.
Si la inversió es feia amb diners prestats, amb palanquejament, la rendibilitat sobre el capital propi ja assolia xifres molt elevades. De fet, la gran majoria dels recursos invertits tenia l'origen en les obligacions emeses, mentre que les accions de l'empresa s'atorgaven als promotors a un preu molt baix, o fins i tot sense cap contrapartida monetària. Els tenedors de les accions gaudien dels avantatges de ser accionista -controlar la societat, rebre dividends i poder vendre les accions a un preu major- sense els seus inconvenients -desemborsar gaires diners per adquirir-les-.
Aquest plantejament de negoci era molt diferent del promogut pels fabricants de material elèctric com AEG i Siemens, fins al moment els grans inversors del mercat elèctric, l'estratègia dels quals era crear demanda pels seus productes. També eren de l'opinió que l'electricitat d'origen tèrmic podria créixer de forma esglaonada, amb un punt mort més baix, obtenint sempre una rendibilitat moderada a canvi d'un risc menor.

### El sindicat financer de la Barcelona Traction

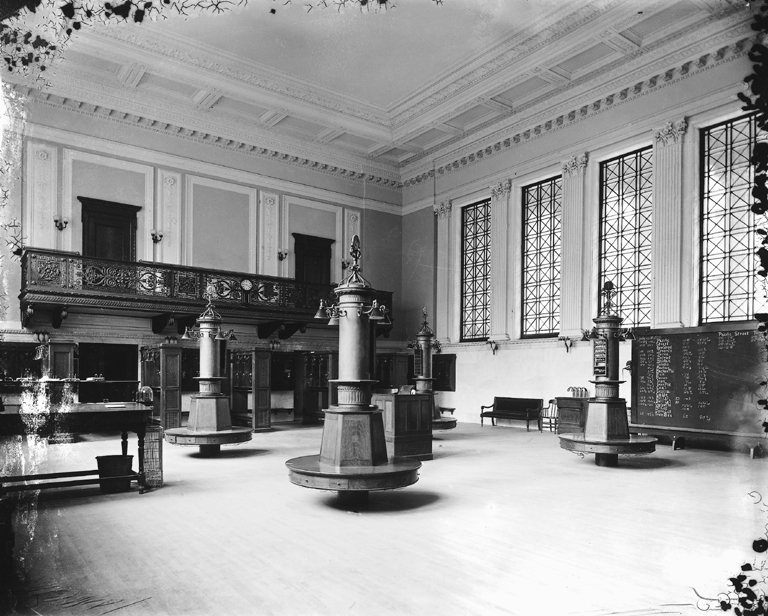
Interior de la borsa de Mont-real el 1903

Per finançar els grans projectes d'infraestructures de les empreses d'enllumenat o transport públic ja s'havien constituït en el passat sindicats financers al Canadà, com els creats pels projectes de Rio de Janeiro, São Paulo o Ciutat de Mèxic. El mercat borsari canadenc era massa petit per les quantitats de diners que el projecte requeria, com ja havia passat en el cas de la societat Rio de Janeiro Tramway, Light & Power Co. En el cas de la Barcelona Traction, el pes dels inversors europeus fou molt gran, encara que el lideratge estava repartit entre Pearson i Dunn, financer canadenc establert a Londres. Tres capitalistes principals donaven suport al sindicat, cadascun dels quals encapçalava el seu grup a la respectiva plaça financera. La primera emissió d'obligacions es feu el novembre de 1911, el seu valor nominal va ser de 4 milions de lliures esterlines, i es va distribuir així:
- Alfred Loewenstein a Brussel·les s'encarregava de la distribució a l'Europa continental. Va assumir 1,5 milions de lliures esterlines en obligacions
- James Dunn a Londres va liderar la col·locació d'obligacions per valor d'1,3 milions de lliures esterlines al Regne Unit.
- Edward Rogers Wood, que encapçalava la part canadenca amb inversors de Toronto i Mont-real, amb obligacions per valor d'1,2 milions de lliures esterlines.

Les obligacions, anomenades First Mortgage, tenien una garantia de primera hipoteca sobre les futures construccions de l'empresa. Dunn i Wood van sindicar les seves obligacions i es van comprometre a no vendre-les per un període dos anys; pel seu cantó, Loewenstein sí que va vendre obligacions immediatament, però es va comprometre al fet que aquestes mantinguessin un valor a borsa del 90% del valor nominal. Actuaven parcialment com a creadors de mercat, doncs si bé no competien en un mercat obert per adquirir els títols de la Barcelona Traction, si que s'obligaven a comprar-ne una determinada quantitat i els venien a institucions o al públic en els seus mercats secundaris respectius i n'asseguraven un valor i una liquiditat.
L'emissió original de 4 milions de lliures esterlines es va vendre amb un descompte del 19%, el que va donar 3.238.300 lliures. La comissió bancària va ser del 15,5% sobre el nominal, i representava 620.000 lliures. L'efectiu realment aportat a la societat només va ser de 2.618.300 lliures, un escàs 65% del valor nominal de les obligacions.
El fet que els membres principals del sindicat financer estiguessin situats en quatre centres geogràfics distanciats, cadascun amb els seus propis interessos, afegia una capa addicional de complexitat. A Londres la societat Guarantee Insurance and Investment Company es convertiria en una important tenedora d'accions, així com després ho seria la Canadian and General Finance Company Limited, constituïda a Toronto el 7 de febrer de 1912.

## Les societats inicials
La Barcelona Traction era una societat de cartera; no posseïa béns físics, sinó que era la propietària de les societats que s'encarregaven directament del negoci elèctric. Les primeres societats que es crearen per dur endavant el projecte foren les següents:

### Spanish Securities
La companyia va ser fundada a Toronto, el 5 d'agost de 1911, amb un capital social de només 40.000 dòlars. Durant els seus dotze anys de vida tenia la funció d'intermediària entre la Barcelona Traction i les seves fonts de finançament i canalitzava les accions i obligacions de la companyia cap els sindicats financers. Es feu servir també per a l'obtenció de les primeres concessions hidroelèctriques  i ferroviàries  i l'adquisició d'empreses que s'anaven integrant al grup. En aquest darrer cas, les noves adquisicions primer es traspassaven a la Barcelona Traction, la qual després les repartia entre les empreses del grup (Ebro Irrigation & Power Co. o Ferrocarrils de Catalunya) segons llur especialitat.

### Barcelona Traction, Light & Power Company Limited
El següent pas fou la constitució el 12 de setembre de 1911 a Toronto de la Barcelona Traction, Light and Power, també sota les lleis del Canadà, amb un capital social de 40 milions de dòlars, encara que menys de dos mesos després el reduí, deixant-lo en 25 milions de dòlars totalment subscrits per Spanish Securities. També s'autoritzà la companyia a emetre fins a 5 milions de lliures esterlines en obligacions, dels quals s'emeteren quatre. La Barcelona Traction era una societat matriu, és a dir, que el seu negoci principal consistiria en la tinença d'accions i obligacions d'altres companyies, els dividends i interessos de les quals conformarien els ingressos de la societat. Els objectius de l'empresa s'estenien a tots els rams del negoci elèctric i, a especial, a la construcció de centrals hidroelèctriques a la conca de l'Ebre pel subministrament d'energia a Catalunya.

### Ebro Irrigation & Power Company
Per al desenvolupament del programa d'inversions es constituí, també al Canadà, la societat Ebro Irrigation & Power Company, dotant-la amb un capital de 2.500.000 dòlars. Aquesta societat es registrà a Espanya amb el nom de Riegos y Fuerza del Ebro a partir d'un decret del 14 de desembre de 1911. Aquesta seria la filial més important de la Barcelona Traction, i seria l'empresa que construiria les centrals elèctriques, les línies de transmissió i s'encarregaria de la distribució d'electricitat en el mercat català.
El 30 de novembre de 1911 es signà un acord mitjançant el qual la Barcelona Traction traspassava a Riegos y Fuerza del Ebro les concessions hidràuliques que havia rebut aquell mateix dia de Spanish Securities Company Limited, així com els estudis necessaris per explotar-les. En contrapartida la Barcelona Traction rebia totes les accions de Riegos y Fuerza del Ebro (valorades en 513.698 lliures) així com totes les obligacions que aquesta havia emès fins al moment, per valor de 958.767 lliures. Barcelona Traction també li prestava fons necessaris per a la construcció de les centrals hidroelèctriques i les línies de transmissió, fons que posteriorment li eren retornats amb interessos.

### Pearson Engineering Company Ltd
Empresa propietat de Fred Stark Pearson que si bé es va crear el 18 d'abril de 1911 al Canadà, és a dir, abans que s'iniciés el projecte català, era l'encarregada de dissenyar els projectes tècnics, i també feia d'agent comprador per a les empreses del grup a Mèxic, Brasil, Canadà i Catalunya. El bon nom dels equips tècnics liderats per Pearson van permetre que el projecte captés el finançament necessari inicialment.
A partir de la mort de Pearson el 1915, la designació dels agents compradors passà a ser responsabilitat de la Canadian and General Finance.

## La compra d'empreses i concessions
El mes d'octubre de 1911 Pearson i un grup d'enginyers van estar estimant la dimensió del mercat elèctric de Barcelona, avaluant el potencial hidroelèctric de l'Ebre i dels rius del Pirineu i mantenint entrevistes amb polítics i titulars de concessions hidroelèctriques. Pearson va estimar que necessitaria 2.500.000 de lliures esterlines per adquirir concessions d'aprofitament hidroelèctric i empreses ja existents.

### Concessions hidroelèctriques
Obtenir les concessions d'aprofitament hidroelèctric era el pas previ a la construcció de les centrals hidroelèctriques. Es van comprar les concessions d'aprofitament hidroelèctric que tenia Domènec Sert a la meitat inferior del Noguera Pallaresa. Aquesta concessió seria aprofitada per a la construcció de les centrals hidroelèctriques de Talarn i les centrals de Reculada, Terradets i Camarasa.
El mes de novembre de 1911 van comprar les concessions d'aprofitament hidroelèctric que posseïa Ignasi Romañà i Suari al riu de la Vansa i al curs mitjà del Segre. A l'abril de l'any següent es va comprar l'empresa Saltos del Segre, la qual tenia les concessions d'aprofitament hidroelèctric de tres salts consecutius en el riu Segre: a Balaguer, Vilanova de la Barca i Seròs. La concessió adquirida possibilitaria la construcció de la central hidroelèctrica de Seròs.

### Companyies elèctriques

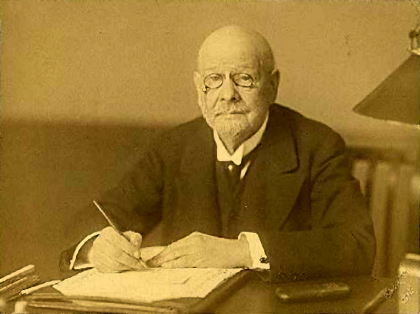
Emil Rathenau, propietari de l'AEG

Un cop constituïda la Barcelona Traction, es feu palesa la necessitat d'assegurar una bona xarxa de distribució a Barcelona, així com disposar d'una central tèrmica que assegurés el subministrament d'electricitat si la futura oferta hidroelèctrica no donava l'abast. Amb aquests objectius Frederick Stark Pearson va negociar directament amb Emil Rathenau, propietari de l'AEG, perquè aquest li vengués la filial Companyia Barcelonina d'Electricitat, formalitzant-se el 12 de gener de 1912 l'acord de la venda a través de Spanish Securities. La Companyia Barcelonina d'Electricitat era en aquells moments la major productora d'electricitat de Barcelona i ja disposava d'una important xarxa de distribució a la ciutat. Amb l'adquisició es podia començar la gestió comercial de la Canadenca, s'eliminava un competidor que ja tenia obert el mercat i és diversificaven les fons de generació elèctriques, combinant les hidràuliques amb les tèrmiques.
El 1913 Spanish Securities va adquirir també el 49% d'Energia Elèctrica de Catalunya, companyia amb capital de la Compagnie Générale d'Électricité i del banc Société Suisse d'Industries Éléctriques, que construïa un ambiciós projecte de construcció de centrals a la vall Fosca, amb la central hidroelèctrica de Capdella com a primer projecte. Amb aquesta adquisició es va produir un repartiment del mercat elèctric català entre les dues societats. Entre 1911 i 1913 el grup de la Barcelona Traction va comprar diverses companyies productores o distribuïdores locals: Electra Igualadina, Electricidad Rubinense, Electra Vilafranquense, Elèctrica de Valls, Electricitat de Terrassa, Gasòmetre Tarraconense, Elèctrica de Tortosa, la central elèctrica del Tibidabo, Cooperativa Elèctrica del Vallès, Electricista Catalana i Electricista del Vendrell, la qual es trobava en liquidació el 1913. El motiu de la compra era poder començar l'explotació comercial mentre durava la construcció de les centrals hidroelèctriques i per no haver de competir amb empreses que disposaven de xarxes arrelades al territori, una vegada es posessin en funcionament les centrals productores.

### Ferrocarrils

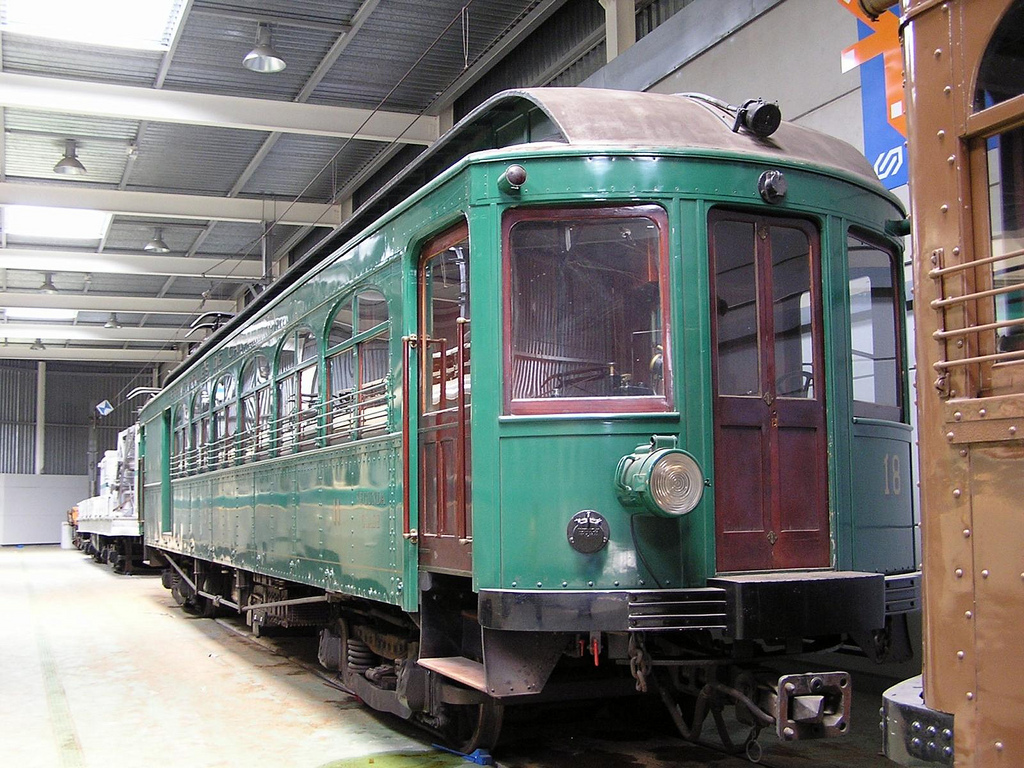
Cotxe Brill 188, construït el 1913 i un dels primers que Ferrocarrils de Catalunya feu circular

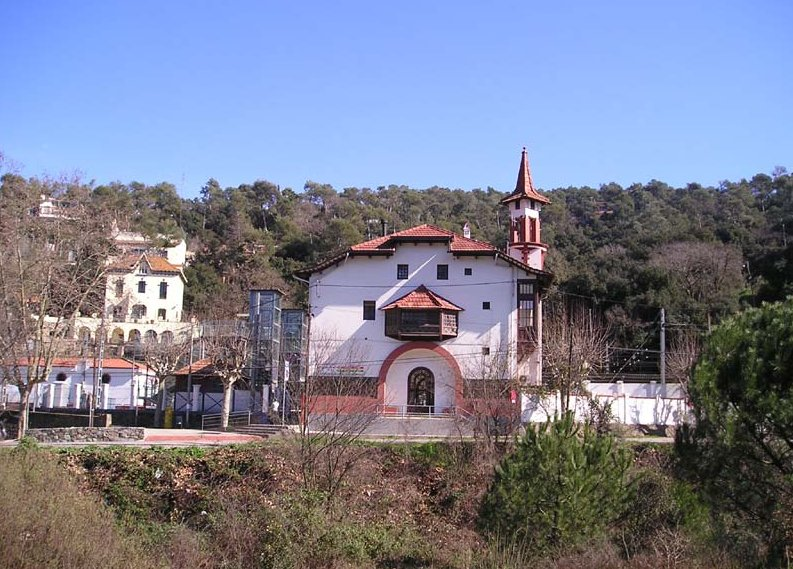
Estació de Les Planes, a Collserola

L'objectiu de la inversió en tramvies i ferrocarrils era assegurar per a Riegos y Fuerza del Ebro la venda d'electricitat a uns grans consumidors i també crear un mitjà de transport fàcil entre Barcelona i el Vallès, de forma que aquest últim es convertís en un lloc de residència per als barcelonins, promovent el negoci immobiliari al Vallès i el transport públic ferroviari entre les dues àrees.
Pearson es va inspirar en el que havia fet uns anys abans el seu amic William Mackenzie, empresari ferroviari del Canadà per construir l'accés al centre de Mont-real per part de la seva companyia Northern Railway. Les xarxes de dues companyies de tramvies li barraven el pas al centre de la ciutat des del vessant sud. Per evitar construir una línia addicional que hauria de competir amb dues empreses ben establertes, Mackenzie va perforar un túnel pel nord, sota el Mont Royal, que li permeté tenir un bon accés al centre de la ciutat. L'operació fou molt bon negoci, tant pel trànsit de passatgers com per la venda de solars en els paratges que la nova línia donava accés.
La comunicació ferroviària entre Barcelona i el Vallès s'articulava en tres trams consecutius:
- El recorregut des de la plaça Catalunya a Sarrià era un tram en explotació per l'empresa Ferrocarril de Sarrià a Barcelona, propietat de la companyia belga Société Générale de tramways électriques en Espagne. El mes de juny de 1911 Pearson adquirí l'empresa,[a] competint amb Sofina de Dannie Heineman, que la volia per integrar-la a Les Tramways de Barcelone. El preu satisfet per l'operació fou de 8 milions de francs belgues.[95]
- El pertanyent a Carles Montañès, que era el titular de la concessió obtinguda el 27 de desembre de 1910, i que permetia la construcció d'una línia entre Sarrià i Les Planes de Vallvidrera, mitjançant un túnel que travessés la serra de Collserola. La concessió fou adquirida també el 1911 per Spanish Securities.
- El tram entre Les Planes de Vallvidrera i les ciutats de Sabadell i Terrassa. A principis de 1912 es va constituir la societat Ferrocarrils de Catalunya i el 8 de juny de 1912 va obtenir la concessió per construir una línia de ferrocarril entre Les Planes de Vallvidrera i Sabadell i Terrassa. Amb aquest últim recorregut ja es disposava de totes les concessions necessàries per poder construir i operar un ferrocarril des de la plaça Catalunya de Barcelona fins a Terrassa, ferrocarril propulsat amb tracció elèctrica.[75]

Pearson donava una gran importància al sistema de transport dintre del seu model de negoci. Ho fa ben palès tant el fet que la primera empresa adquirida, quan encara no havia passat un mes des de la primera visita de Pearson a Barcelona, fos Ferrocarril de Sarrià a Barcelona, anticipant-se a la compra d'empreses elèctriques o concessions d'aprofitament hidroelèctric, així com el preu pagat per la compra, de 8 milions de pessetes, quan el venedor ja havia aparaulat un preu de 6 milions amb Sofina. Aquesta adquisició es va dur a terme mitjançant una complexa operació d’enginyeria financera, amb la finalitat d’engreixar artificialment el valor comptable de la societat i justificar un major endeutament en obligacions, amb l’objectiu de proporcionar al grup recursos financers addicionals pels seus projectes elèctrics i ferroviaris.

### Tramvies
El 1912 Pearson va visitar a Brussel·les Dannie Heineman, director de Sofina, empresa propietària de Les Tramways de Barcelone. Van arribar a un acord pel qual la Barcelona Traction es constituïa com la subministradora d'electricitat de la companyia de tramvies. L'1 de gener de 1913 es feu un pas més, i la Barcelona Traction va arrendar tota l'empresa, i el 18 de febrer del mateix any es formalitzà l'adquisició a través de Spanish Securities Company Limited. Aquesta empresa tenia una xarxa de 103 quilòmetres a la ciutat de Barcelona. Aquesta compra obeïa a tenir un gran client captiu, perquè no contribuïa directament a la comunicació entre Barcelona i el Vallès. El cost de la compra fou d'1.126.696 lliures esterlines, de les quals 550.000 quedaren pendents de pagament.

## L'inici de les construccions

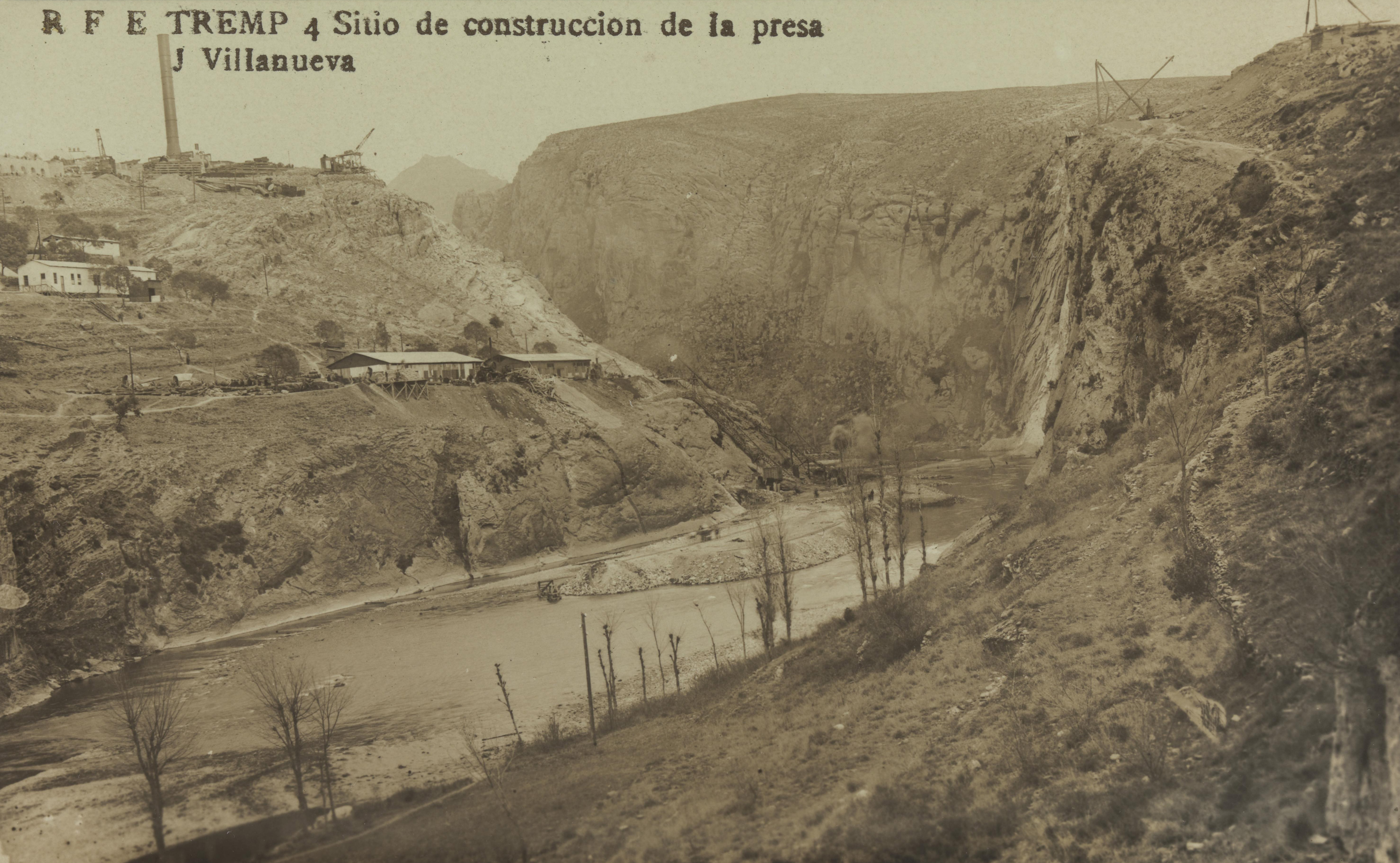
Estret de Susterris al Noguera Pallaresa, lloc on es construïa la Central hidroelèctrica de Talarn

A partir de l'inici de les obres i durant els següents dos anys, més de 250 enginyers i un exèrcit de més de 9.000 treballadors van irrompre al Pallars construint en un temps rècord noves carreteres, preses, canals de derivació, canonades forçades gegantines, túnels ferroviaris i instal·lant turbines i alternadors i noves línies de transmissió d'electricitat. La direcció tècnica de les totes les obres va estar a càrrec de l'enginyer anglès Frederick William Abbot fins a l'aturada que tingué lloc per l'impacte de la Primera Guerra Mundial. El gran pla de Pearson preveia set preses importants al llarg del Noguera Pallaresa i el Segre, una xarxa d'embassaments i canals i tres centrals hidroelèctriques. Pearson va insistir que tot això s'havia de construir simultàniament i no per etapes, per capturar economies d'escala i poder inundar de cop el mercat amb electricitat barata.

### Projectes hidroelèctrics
El periòdic de Tremp El Conquès, que citava fonts de Riegos y Fuerza del Ebro, afirmava que entre el maig del 1912 i el gener del 1914 treballaven a les obres entre deu mil i divuit mil obrers al dia. Per obres s'especificava que eren: 7.750 al canal de Seròs, 2.020 a la secció de Tremp, 4.250 a Barcelona i 450 en les línies de transmissió. El mes de novembre de 1911 van començar les obres de la central hidroelèctrica de Talarn, però l'agost de 1914 les obres es van paralitzar per l'esclat de la Primera Guerra Mundial a mig acabar. La construcció del canal de Seròs va començar el 30 de novembre de 1912 i la primera turbina de la central va començar a funcionar l'1 d'abril de 1914, un temps de construcció rècord. Els altres tres grups es posarien en funcionament al llarg de 1914.
L'estratègia de la Barcelona Traction era diferent de la seva competidora de l'època, l'empresa Energia Elèctrica de Catalunya; ja que no només apostava per produir l'electricitat mitjançant la construcció de grans salts d'aigua al Pirineu, sinó que també invertia en empreses que la consumien.

### Línies de ferrocarril
En el mes de maig de 1912 Ferrocarrils de Catalunya va començar la construcció de la línia de ferrocarril d'ample internacional entre Sarrià i Les Planes de Vallvidrera, com a primer pas per continuar cap a Sabadell i Terrassa. La construcció implicava perforar la serra de Collserola amb cinc túnels per permetre l'estesa de les vies. L'esclat de la Primera Guerra Mundial també va aturar les obres, amb el túnel més llarg a mig perforar i havent gastat unes 411.000 lliures esterlines. però malgrat la interrupció, el 28 de novembre de 1916 es podia ja inaugurar el servei ferroviari entre Barcelona i Les Planes de Vallvidrera.

## Turbulències financeres
Si Pearson hagués portat a terme el seu pla segons el projecte inicial, Barcelona Traction hauria estat un gran èxit financer per als promotors. Però al ser aquesta una operació típica de Pearson, no hi havia pressupost ni calendari; la planificació dels treballs i les necessitats financeres es van expandir sense explicació fins i tot als promotors del sindicat que finançava la inversió. Els canvis en el projecte inicial, juntament amb altres dificultats, van acabar provocant, entre 1914 i 1924, quatre convenis de reestructuració del deute de la Barcelona Traction, en què es van aplicar en les obligacions reduccions del tipus d'interès, quitances, canvis en la divisa de pagament, prolongacions dels terminis d'amortització i pagaments en efectiu substituïts per pagaments en nous títols.

### 1913, la primera crisi: la necessitat de més diners
L'any 1913 va començar amb la demanda per part de Pearson de més diners. Els fons procedents de la primera emissió d'obligacions, per valor de 4 milions de lliures, s'havia esgotat. Les obligacions es van emetre amb una taxa de descompte del 10%, les comissions bancàries van ser del 15,5%. Es van invertir 365.000 lliures esterlines per comprar la Companyia Barcelonina d'Electricitat, resultant que a la tresoreria de la Barcelona Traction només es disposés de 2.615.000 lliures per fer les obres, que es van gastar majoritàriament el 1912.
El 1912 es van comprometre 1.126.696 lliures per comprar Les Tramways de Barcelone. L'any anterior Pearson no havia volgut comprar l'empresa de tramvies, pensant que el preu baixaria i el que va passar és que el preu va pujar, penalitzant la tresoreria de la Barcelona Traction. En 1913 es van gastar 436.705 lliures en comprar el 49% d'Energia Elèctrica de Catalunya.

### Embolics

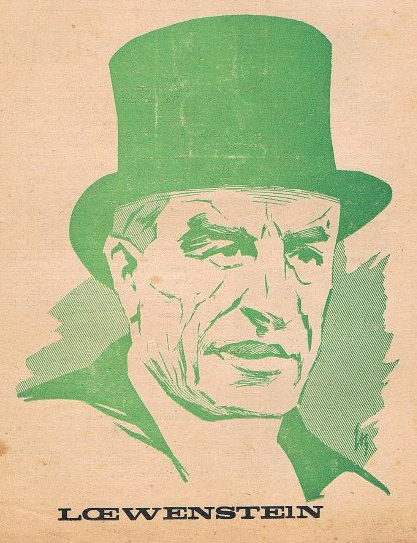
Alfred Loewenstein

Per empitjorar les coses van començar a circular rumors sobre la manca d'honorabilitat de Pearson. Alfred Loewenstein, el financer belga que era el membre principal del sindicat de Brussel·les, sospitava que Pearson obtenia un benefici personal de les obres, i va demanar que una enginyeria independent revisés el projecte. Després d'una visita personal a les obres a l'octubre de 1913 quedà convençut de l'honestedat de Pearson encara que li reprovés l'execució de tants projectes alhora.
A la tardor de 1913 un grup de financers francesos, encapçalats per la família Demmè, amb l'objectiu de vendre l'empresa Caminos de Hierro, Saltos y Minas de Cataluña, titular de concessions de salts d'aigua al rius Segre, Valira i Riera de la Llosa, en millors condicions que les ofertes inicialment per la Barcelona Traction, així com el propòsit d'obtenir millors comissions en la compra d'obligacions de la Barcelona Traction, van fer xantatge acusant Pearson d'haver-se aliat a França amb financers jueus i blocant l'entrada de capitalistes francesos al projecte de la Barcelona Traction. Loewenstein i Spitzer no cediren, però durant un temps hi hagué una campanya a la premsa francesa, especialment al diari L'Humanité, denunciant a la Barcelona Traction i el model canadenc d'inversió internacional.

### Noves emissions d'accions i obligacions
El 1913 es va dur a terme una ampliació de capital, consistent en 125.000 accions privilegiades amb un valor unitari de 100 dòlars. Es va col·locar un lot de 84.835 accions a la banca d'Alfred Loewenstein de Brussel·les i la resta de 40.165 a James Dunn, a Londres. En tots dos casos les accions foren lliurades als dos promotors amb una tassa de descompte del 10%. Al llarg de 1913 el consell d'administració de la Barcelona Traction va anar autoritzant l'emissió de més obligacions First Mortgage: concretament el 30 de gener per valor de 2 milions de lliures, el 7 d'abril per valor de 500.000 i el 4 de setembre per 500.000 més.
L'estil personalista de Pearson de gestionar el projecte provocà que es treballés sense pressupostos ni planificacions reals. L'abast del projecte i les necessitats financeres s'havien engrandit sense cap explicació, ni tan sols als promotors principals. Malgrat les dificultats per obtenir finançament, segons Pearson calien 4.900.000 lliures per continuar les obres. Loewenstein i el seu sindicat van assumir-ne 3 milions i mig de lliures en obligacions, amb un 30% d'accions associades. Com que l'empresa ja no en tenia, Pearson va haver de donar-li de les seves pròpies per valor de 3 milions i mig de dòlars canadencs (equivalents a unes 720.000 lliures esterlines), d'un total de cinc milions que tenia. Aquesta operació es feu l'abril de 1913 i donà un respir momentani a la Barcelona Traction. Els compradors de l'emissió d'obligacions hipotecàries de gener de 1913 van comprar-les amb un descompte del 10% respecte al seu valor nominal.
El 1913 es produí una baixada general a les borses, i molts inversors van començar a operar a la baixa amb els títols de la Barcelona Traction. Addicionalment, la Revolució Mexicana va danyar les propietats i la reputació dels projectes hidroelèctrics i ferroviaris que Pearson havia dirigit a Mèxic.
Es van buscar préstecs d'emergència per acabar les obres. Per mediació de la filial Companyia Barcelonina d'Electricitat es van rebre diversos préstecs; el mes de novembre de 1913 un de 920.000 lliures, el maig de 1914 un de 650.000 lliures i el juliol del mateix any un de 2.125.000 pessetes. El juliol de 1914 la banca Stallaerts & Loewenstein de Brussel·les va intentar crear un sindicat per a la col·locació de 10.000 accions a la borsa de París. La Société General de Banque hi participà, però només amb 1.000 accions. La cotització de les accions era cada cop menor, produint-se una forta especulació a la baixa.
Encara quedaven per pagar a Sofina 550.000 lliures per les accions de Les Tramways de Barcelone. Pearson va abocar-hi part de la seva fortuna personal, i fins i tot la seva germana, Natalie Pearson, va posar-hi diners. L'1 de juliol de 1914 els promotors van organitzar una subscripció pública per vendre obligacions a Londres per un valor nominal de 3.118.060 lliures, però va ser un fracàs.

## L'esclat de la Primera Guerra Mundial

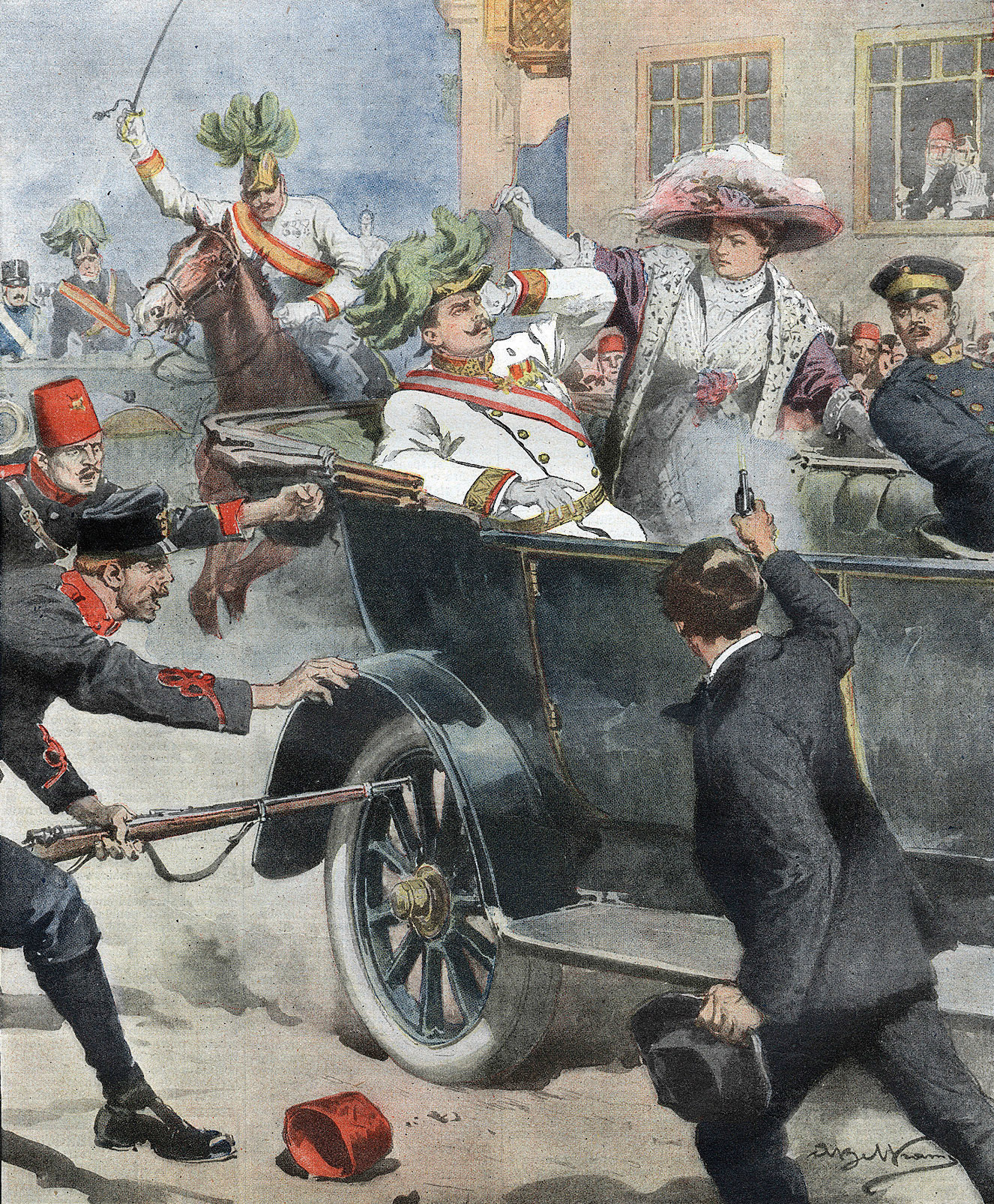
Assassinat del príncep Ferran d'Àustria, l'espurna de la Primera Guerra Mundial

L'assassinat de l'arxiduc Francesc Ferran d'Àustria a Sarajevo el 28 de juny de 1914 va iniciar l'escalada que duria a la Primera Guerra Mundial. Aquest conflicte tingué efectes devastadors a tot el món, i especialment a Europa. També afectaria la Barcelona Traction: tècnics anglesos i canadencs marxarien per unir-se a l'exèrcit, el fil de coure i altres materials s'encaririen, el transport del comerç internacional quedaria molt afectat com ho quedà també, de forma molt evident, el finançament internacional que permetia la continuïtat de les operacions i el pagament dels interessos de les obligacions. S'hagué de repatriar als milers d'obrers que treballaven a les obres de Seròs i Talarn.

### Els mercats de capitals fins a 1914
A principis de 1914 els capitals es podien transferir entre països sense cap obstacle. Els bancs centrals s'havien compromès a adoptar el patró or des de 1908.. La inflació era baixa i la invenció del telèfon permetia que els moviments de capital es fessin de forma ràpida i segura. Aquests factors feien que les diferents borses europees operessin de fet com una de sola, permetent que projectes rendibles captessin finançament de molts llocs del món. també possibilitava, però, que problemes seriosos en borses importants afectessin la resta de borses mundials.

### El tancament de les borses
L'assassinat de l'arxiduc no inicià cap pànic borsari immediat, perquè ningú pensava que conduiria a una guerra. Fins al dia 22 de juliol, no apareix una menció escrita al diari The Times de Londres sobre l'afectació als mercats del conflicte entre Àustria-Hongria i Sèrbia. El primer símptoma de la crisi va ser l'augment de les primes d'assegurança dels nolis arran de l'ultimàtum austríac del 23 de juliol. Seguiren la venda de títols per part dels inversors transfronterers per repatriar els seus diners, i com a resultat els tipus de canvi van canviar dràsticament: la lliura esterlina i el franc va augmentar, mentre el ruble i el dòlar van caure. La por a una venda massiva de títols va provocar el tancament immediat de les borses. Les borses europees tancaren, i algunes d'Amèrica, com la de Toronto i Nova York, també. La borsa de París no obrí fins al 8 de desembre de 1914, i a Londres no es pogué operar plenament fins al 15 de gener de 1915. Brussel·les evidentment restà tancada tota la guerra. La borsa de Nova York no operà amb normalitat fins l'abril de 1915, i la de Toronto restà tancada durant tres mesos.

### Efectes a llarg termini

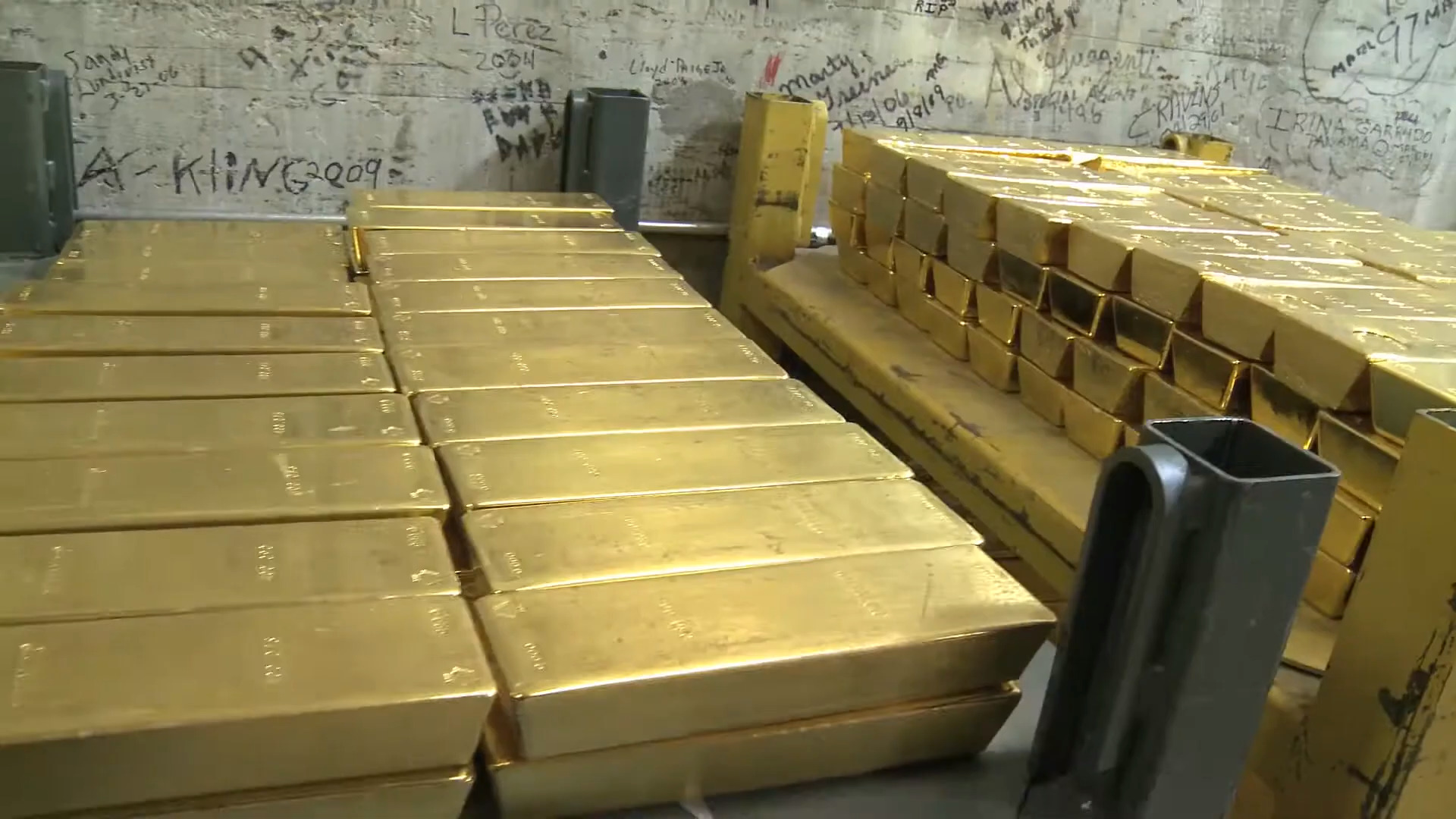
L'abandonament del patró or va fragmentar les finances internacionals

Fins a la Primera Guerra Mundial, l'economia mundial havia assolit un alt grau d'integració, i els fluxos internacionals de béns, capital i ma d'obra van assolir uns nivells amb relació a la producció total mundial que no s'igualarien fins a la dècada de 1990. Tant vencedors com vençuts van sortir arruïnats de la guerra, excepte els Estats Units, que amb els seus subministraments als aliats havia acumulat la major part de les reserves mundials d'or, convertint al dòlar dels Estats Units en la moneda de referència, rellevant a la lliura esterlina.
Els controls als fluxos de capital que es van implantar en el curs de la guerra van començar a relaxar-se en el període de taxes de canvi flotants fins que es va tornar a implantar el patró or de forma quasi universal al final de la dècada de 1920. Però la Gran Depressió de 1929 ho canvià tot: molts països van començar a utilitzar diversos tipus de controls sobre els fluxos monetaris amb el propòsit de mantenir la paritat de la divisa amb l'or. Les finances internacionals es van fragmentar, on cada país restringia l'exportació de capitals i s'establien convenis bilaterals amb els altres estats. El mes de gener de 1931 l'administració espanyola va introduir un règim d'autorització prèvia per a les transferències en divises, regulació que va implicar l'inici de problemes seriosos per a la Barcelona Traction per poder repatriar els beneficis.

## La suspensió de pagaments de 1914
El 30 de novembre de 1914 la Barcelona Traction va suspendre el pagament dels interessos semestrals de les obligacions de la societat, i també s'aturà l'execució de les obres en marxa, tant les hidroelèctriques com les ferroviàries. A finals de 1914, els inversors europeus, exasperats per les desviacions del projecte de Talarn, van desvincular Pearson de la presidència de la Barcelona Traction i van passar el control al comitè dels obligacionistes. La presidència del consell d'administració de la Barcelona Traction passà al canadenc Edward Robert Peacock, una persona lligada al holding Sofina.

### Causes de la suspensió de pagaments
La suspensió de pagaments va ser deguda a que es va gastar molt més del que estava inicialment previst. En poc temps es van va concentrar grans sortides de caixa per pagar la construcció de les centrals de Seròs i Talarn, així com per l'adquisició de la Companyia Barcelonina d'Electricitat, la de Les Tramways de Barcelone  i la del 49% del capital d'Energia Elèctrica de Catalunya, les quals es feren a un preu alt. Els recursos financers no estaven dimensionats per un nivell d'inversió tan alt. En l'estat inicial en el que es trobava l'empresa, la continuació de les obres i el pagament dels interessos de les obligacions depenia totalment de noves entrades de recursos procedents de nou deute. Si bé a principis de 1914 s'havia d'arribar a un acord amb bancs belgues i francesos per obtenir capitals, l'inici de la guerra va impedir tancar l'acord, provocant una greu situació en la tresoreria de l'empresa.

### Mort de Pearson

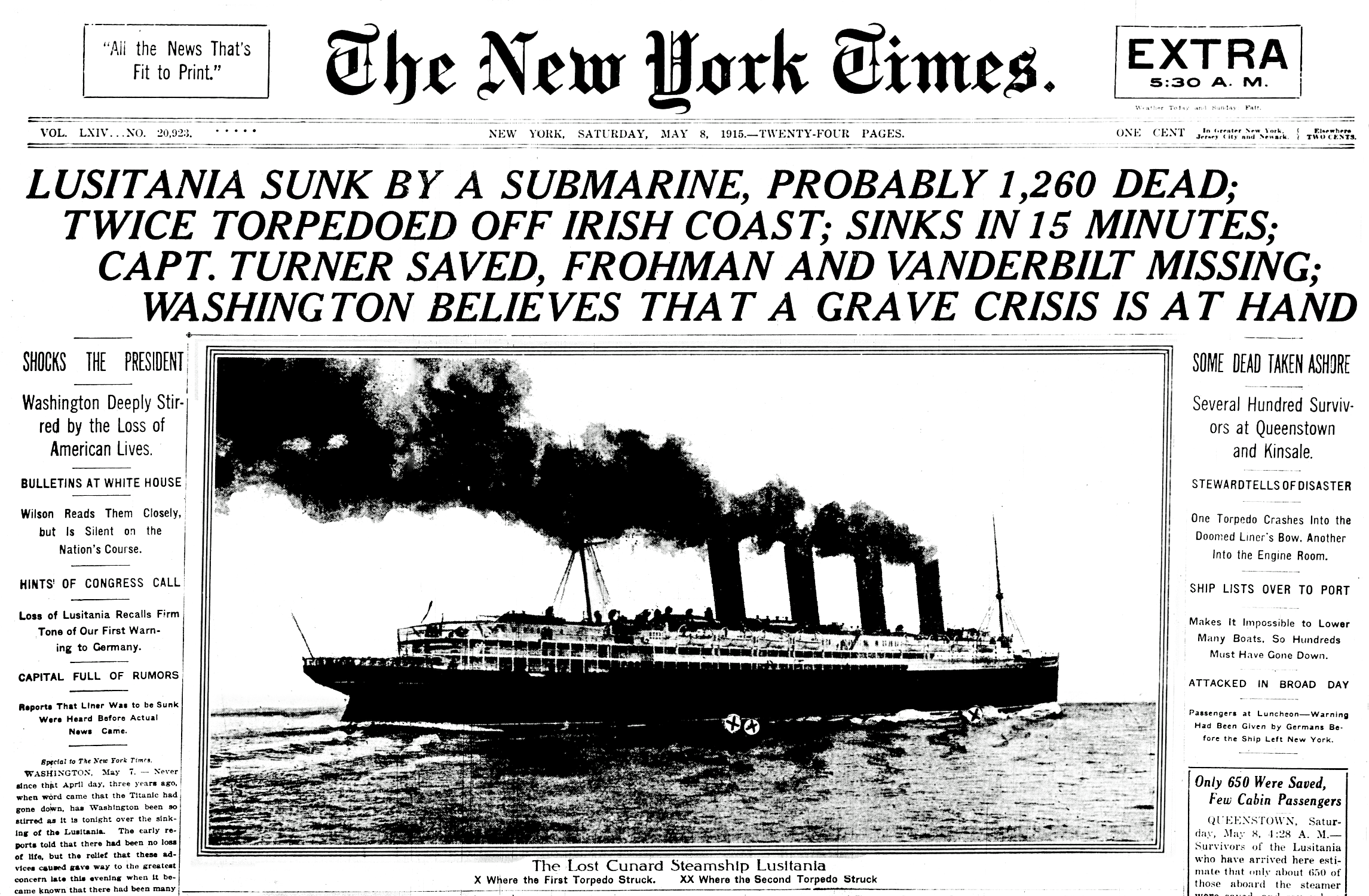
L'enfonsament del Lusitania al New York Times

A principis de 1915 es va constituir un comitè d'obligacionistes per reorganitzar les finances de la societat i obtenir nous fons. A conseqüència d'aquest enrenou, Pearson viatjava sovint entre Amèrica del Nord i Europa per apaivagar els creditors i mantenir bones relacions amb els inversors, supervisant alhora la gestió tècnica dels projectes del Brasil. En un d'aquests viatges, el 7 de maig de 1915, Pearson i la seva esposa Mabel van morir quan el vaixell en el qual viatjaven, el Lusitania, va ser torpedinat per un submarí alemany.
La mort de Pearson va revelar que aquest era a la ruïna. El seu estil de gestió, molt personalista, va complicar la successió, i va fer necessari col·legiar la direcció de l'empresa encara que es van produir tensions entre poders i interessos que fins aleshores havien estat mitigats per Pearson. Després d'un període de negociació, es va confirmar a Edward Robert Peacock com a president de la companyia, i es va nomenar a M. Parshall com a conseller tècnic. Les operacions a l'estat espanyol foren encarregades a Harro Harrsen.

### Termes de l'acord
La Barcelona Traction va presentar un pla de viabilitat. Es va estimar que entre 1915 i 1918 serien necessàries 1.631.000 lliures esterlines per completar les obres. Aquesta quantitat seria finançada en dues parts: 850.000 lliures en diner nou i la resta ajornant el pagament dels interessos de les obligacions.
Els inversors es trobaren entre l'espasa i la paret. Tot el que s'havia invertit no podria generar cap valor si no s'acabaven les obres, i per acabar-les feia falta diners. El 8 de juny de 1915 l'assemblea d'obligacionistes aprovà l'acord presentat pel comitè d'obligacionistes i la Barcelona Traction Aquest es basava en els següents tres punts:
- La Barcelona Traction havia de trobar els recursos necessaris per acabar les obres en curs (les obres de la central hidroelèctrica de Talarn estaven al 40%) i els previstos en el pla original (centrals de Camarasa i Barcedana i la línia de ferrocarril entre Sarrià i Vallvidrera). Es va autoritzar l'emissió de noves obligacions, anomenades Prior Lien, i es va ajornar el pagament de totes les depeses financeres fins al desembre de 1918, incloent-hi les de refinançament de crèdits i obligacions.[136]
- Es van titolitzar en obligacions de la Barcelona Traction i de la Companyia Barcelonina d'Electricitat els préstecs que els bancs promotors havien atorgat a aquesta última companyia en el mes de novembre de 1913 i els de maig i juliol de 1914.[136]
- Establir un comitè de vigilància per assegurar que l'administració de la Barcelona Traction fos prudent i assenyada.[136]

Les obres de la central hidroelèctrica de Talarn es van reprendre el juliol de 1915. Prèviament la direcció tècnica va ser assumida per l'enginyer estatunidenc Asa White Kenney Billings, alt directiu del grup, en substitució de l'anglès Frederick William Abbot, el qual havia marxat a l'aturada de les obres, i la central va entrar en servei al llarg de l'any 1916, encara que el projecte finalitzà de forma definitiva el 1926.

## Crisis encadenades
Després de la primera suspensió de pagaments dels interessos de les obligacions ocorreguda el 1914, en vindrien més: passà el mateix el 1918, 1921, 1924, 1930 i 1936 i en endavant, fins a la declaració final de fallida de 1948. El 1918 i el 1926 es produirien dues grans transformacions en la forma, la quantia i les condicions de l'endeutament de Riegos y Fuerzas del Ebro, el qual es va acomodar al nivell desitjat de beneficis que els directius de l'empresa volien transferir a la matriu, la Barcelona Traction. Entre 1918 i 1926 es produí un fort creixement de l'endeutament en divises de l'empresa, el qual no guardà cap relació amb els recursos aportats per finançar les obres.

### Reestructuració del deute de 1918
Si bé la central hidroelèctrica de Talarn va entrar en funcionament el 1916, encara quedaven obres per fer i el juliol de 1917 es van iniciar les de la central de Camarasa. Per fer front a aquestes inversions la Barcelona Traction va emetre, el mes de juny de 1917, una emissió d'obligacions Prior Lien A per valor de 260.000 lliures, i a principis de 1918 es va fer una emissió d'obligacions Prior Lien A al 7% per valor de 10 milions de pessetes, equivalents a 400.000 lliures.
Malgrat aquestes emissions, el mes de juny de 1918 la Barcelona Traction anuncià que el mes de desembre no podia atendre el pagament dels interessos de les obligacions, tal com estava previst en l'acord de 1915. S'hagué de tornar a reestructurar el deute amb els obligacionistes, però aquesta vegada les obres en curs no van quedar paralitzades. Es van prendre mesures tant a curt termini, com la disminució de la retribució dels títols, com a llarg termini, com l'ajornament de l'amortització. Els portadors de les obligacions First Mortgage són els que patiren la retallada major, mentre que el promotors, únics tenedors de les obligacions Prior Lien B, són el que sortiren menys perjudicats.
Les reestructuracions del deute de la Barcelona Traction de 1914 i 1918 van afectar seriosament la credibilitat en els mercats financers, i a partir de 1918 la companyia va deixar de captar recursos en els mercats internacionals, de forma que el finançament de les seves inversions va passar a dependre exclusivament dels resultats d'explotació i dels recursos que es poguessin captar en el mercat espanyol de capitals. El valor nominal de les obligacions emeses a l'estat espanyol entre 1911 i 1948 –especialment a partir de 1918- va arribar als 725 milions de pessetes, captant un efectiu de 515.173.000 pessetes. La Societat Anònima Arnús-Garí fou el banc que canalitzà la captació de recursos financers locals.
La direcció de l'empresa a l'estat espanyol havia estat encomanada a Harro Harrsen des de 1915 fins a 1918, data a partir de la qual fou assumida per Frank Fraser Lawton i que executaria fins a finals dels any quaranta.

### Evasió fiscal

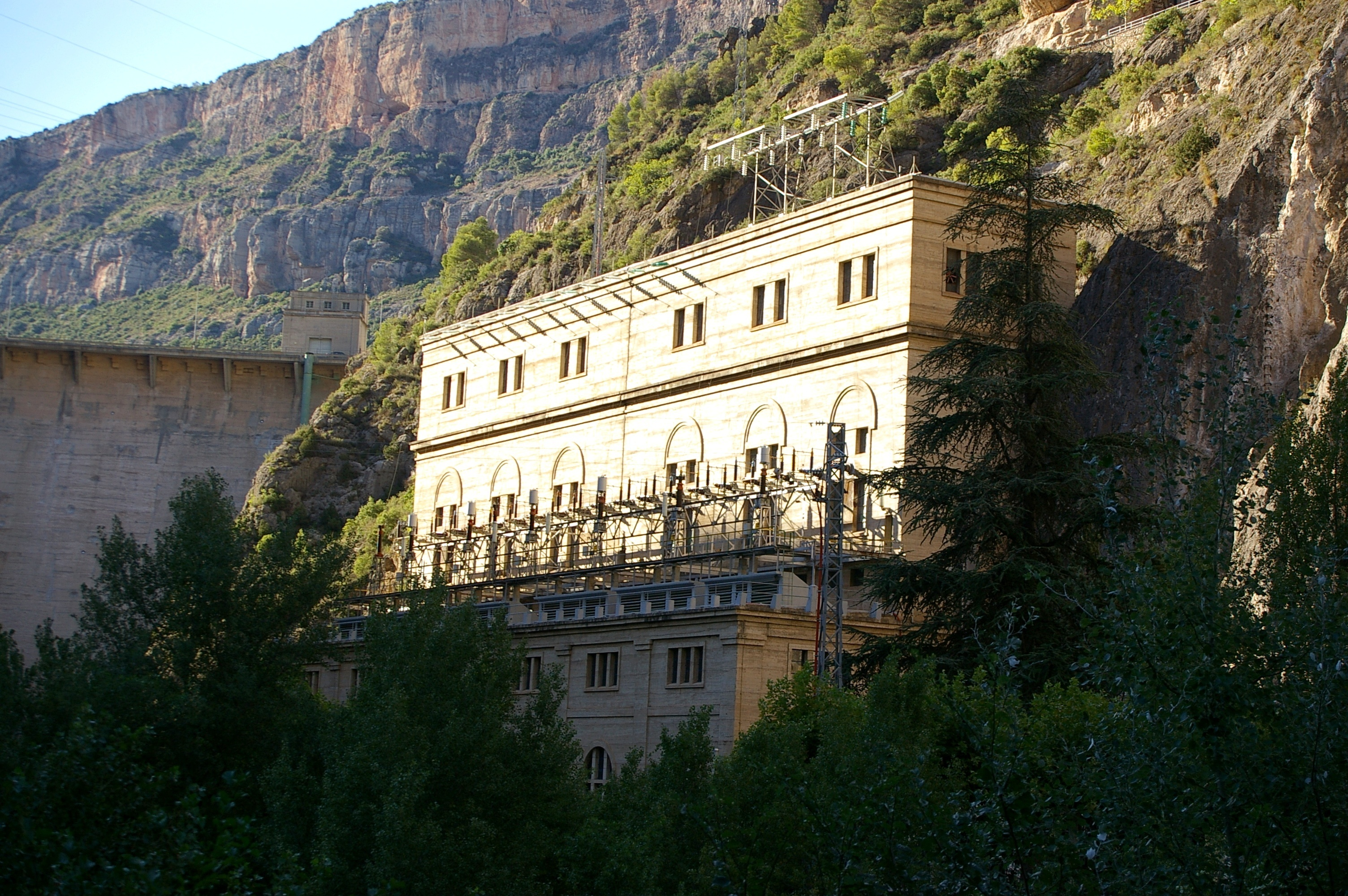
Central de Camarasa

Barcelona Traction declarava que no feia negocis en territori de l'estat espanyol, i de fet negava qualsevol relació amb Riegos y Fuerza del Ebro, que construïa i explotava les centrals hidroelèctriques i les línies de distribució. La posada en marxa de la central hidroelèctrica de Camarasa el 1920 feia preveure que els beneficis de Riegos y Fuerza del Ebro s'incrementarien de forma important. Per evitar pagar l'increment d'impostos corresponent, es va buscar una forma perquè Riegos y Fuerza del Ebro augmentés les seves transferències a Barcelona Traction vestides com a devolució de préstecs i pagament d'interessos. Només van trobar una forma, ben matussera, de fer-ho; la direcció va tenir l'ocurrència d'anul·lar de fet la clàusula del conveni de 1915, en la que es titolaritzaven els préstecs de Barcelona Traction a Riegos y Fuerza del Ebro, convertint-los en obligacions General Mortgage, però que no meritaven interessos. La reconversió de les obligacions de Riegos y Fuerzas del Ebro – títols amb un interès i un calendari de pagaments prefixats – en deute a un interès i amortització lliurement escollits per la direcció de la Barcelona Traction, no es podia fer perquè implicava modificar unilateralment, sense l'acord de la resta de deutors, les condicions del conveni de 1915. Per aquest motiu, ni la hisenda espanyola ni la resta dels obligacionistes van ser informats del tripijoc.
Aquesta maniobra només tenia efecte entre les dues companyies. Això era possible perquè la comptabilitat de la sucursal espanyola de Riegos y Fuerza del Ebro es portava de manera separada a la comptabilitat de la central canadenca. La hisenda espanyola només tenia accés a la comptabilitat local, la qual no registrava les relacions entre Riegos y Fuerza del Ebro i la Barcelona Traction.
A partir de 1920 diverses reformes legals a l'estat espanyol van intentar finalitzar amb aquests tripijocs fiscals, prohibint-se específicament l'absorció de beneficis locals mitjançant interessos de préstecs atorgats per la seu central. A partir d'aquell moment, per a les operacions no prohibides, les empreses havien de presentar informes explicant clarament l'origen de les necessitats de les divises que sortirien del país.
El 16 de juliol de 1920 s'acordava a Toronto, amb efectes retroactius de juny de 1918, que la Barcelona Traction tornava a Riegos y Fuerza del Ebro les obligacions General Mortgage, i el deute passava a comptabilitzar-se en un compte corrent entre les dues empreses, per un import de més de cinc milions de lliures esterlines. L'acord també especificava que Barcelona Traction tenia l'opció de recomprar les obligacions amb un descompte del 50% respecte al nominal.
L'endeutament en lliures esterlines de Riegos y Fuerza del Ebro amb Barcelona Traction va créixer fortament entre 1918 i 1926, sense guardar cap relació amb el nivell d'inversió que realment es duia a terme. Aquest deute i els seus interessos, els quals es modificaven segons els resultats de Riegos y Fuerza del Ebro, es corresponia al nivell de benefici que la direcció de la Barcelona Traction volia, sense haver de pagar el corresponent impost de beneficis a l'estat espanyol. Aquesta era una pràctica clara d'evasió fiscal, i si sortia a la llum, Riegos y Fuerza del Ebro hauria de pagar impostos, recàrrecs i sancions de forta consideració. Per evitar transaccions directes entre les dues companyies, a partir de 1924 es va traspassar la titularitat del deute, passant de la Barcelona Traction a la societat canadenca International Utilities Finance Corporation Limited, una filial al 100% de Barcelona Traction. Entre 1925 i 1926 l'endeutament exterior de Riegos y Fuerzas del Ebro cap a International Utilities s'incrementà artificialment, passant de cinc milions de lliures a onze milions.
El 1925 Barcelona Traction va exercir la seva opció de compra de les obligacions de Riegos y Fuerzas del Ebro amb un descompte del 50%; per aquesta data, els deutes de l'empresa amb Barcelona Traction ja pujaven més d'onze milions de lliures esterlines, que anaven meritant interessos cap a Barcelona Traction. La pilota en forma d'endeutament que no guardava relació amb les inversions reals dutes a terme i els resultats del negoci s'anava fent cada cop més grossa, i la decisió presa el 1920 acabaria provocant, tres dècades més tard i per mitjà d'una sèrie de successos encadenats, la desaparició de la Barcelona Traction.

### Reestructuració del deute de 1921
Malgrat l'increment de transferències de fons des de Riegos y Fuerza del Ebro, Barcelona Traction anuncià el 1921 que no disposava de la liquiditat suficient per fer front al pagament de totes les obligacions en circulació. Les negociacions entre els obligacionistes i l'empresa van concloure en un acord el 29 de desembre de 1921, amb la ja familiar pauta d'eliminar pagaments d'interessos per un temps excepte per al grup promotor.

## La vaga del 1919
La situació econòmica a Catalunya a la finalització de la Primera Guerra Mundial era complicada. Arreu hi havia un malestar generalitzat; la guerra havia produït inflació, i els treballadors havien perdut poder adquisitiu. Per la seva banda les empreses, després d'un període de gran expansió, s'havien d'adaptar a la demanda menor dels seus productes en la postguerra. Entre el 1919 i el 1923 es van dissoldre més de 6.000 companyies, gairebé la meitat de les que s'havien fundat durant el conflicte. En el cas concret de la Canadenca, l'empresa passava, també, per moments complicats; la mort del seu fundador, Frederick Stark Pearson, la congelació del preu de l'electricitat per part del Govern espanyol, l'aturada dels projectes i les dues reestructuracions de deute havien portat l'empresa a una situació complexa. En l'àmbit sindical, la CNT, principal sindicat obrer del moment, semblava que estava de capa caiguda pel fet que part dels seus dirigents restaven tancats al vaixell de guerra Pelayo, des de la suspensió de garanties constitucionals de mitjans de gener de 1919, en el marc de la reacció del govern espanyol a la campanya catalanista per l'autonomia.
En l'àmbit internacional, el fantasma del bolxevisme amenaçava la burgesia europea; en aquest sentit, la revolta espartaquista que es produí a Alemanya el gener del 1919 posà en relleu l'amenaça real de l'extensió de la revolució social per Europa.

### El desenvolupament de la vaga

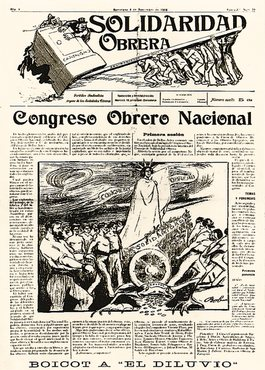
Solidaridad Obrera, diari de la CNT

Per a la Barcelona Traction, els conflictes laborals havien començat el desembre del 1918, quan els treballadors que construïen la central de Camarasa es van declarar en vaga, reclamant augment dels jornals i del preu de les hores extres. La vaga a Camarasa va durar fins al 14 de gener de 1919. El conflicte principal va començar a finals de gener de 1919 quan Riegos y Fuerza del Ebro, va canviar les condicions de treball del personal de facturació i els va reduir el sou, amb l'argument que els passava de temporals a fixos. Els treballadors van demanar assessorament al Sindicat Únic d'Aigua, Gas i Electricitat de la CNT, i l'empresa en va acomiadar a vuit. La resta de companys del departament van iniciar el 5 de febrer una vaga de braços caiguts, davant la qual l'empresa feu que la policia desallotgés les oficines i va acomiadar a cent quaranta treballadors, i intentà que personal d'altres departaments els substituïssin a la feina. Els treballadors d'altres departaments es van solidaritzar amb els seus companys, i el 8 de febrer els treballadors del departament de Producció i Distribució es van solidaritzar amb els acomiadats; la vaga ja era gairebé total a Riegos y Fuerza del Ebro. El 10 de febrer la direcció de la Canadenca va llençar un ultimàtum als vaguistes. La tensió augmentà encara més en ser assassinat un cobrador de la companyia. El dia 21 de febrer el Sindicat Únic d'Aigua, Gas i Electricitat de la CNT declarava la vaga a tot el sector, amb el resultat que Barcelona es quedés sense llum. Els tramvies i moltes fàbriques de Barcelona i rodalia van quedar paralitzades. En aquest punt, el cap de Govern espanyol, el comte de Romanones, intervingué en el conflicte; un cop obtingut el vist-i-plau de l'ambaixada britànica, confiscà temporalment el servei de La Canadenca per garantir la prestació del servei públic  i destinà elements del cos militar d'enginyers i de la marina a restablir, mal que bé, el servei elèctric, encara que la negativa dels carreters del port a transportar carbó per a les centrals tèrmiques va tornar a empitjorar la situació.
El primer de març les companyies d'aigua, gas i electricitat publicaren un ultimàtum declarant que els treballadors que no es presentessin a la feina abans del dia 6 havien de considerar-se acomiadats. Llavors el Sindicat Únic d'Arts Gràfiques implantà la censura roja, deixant de publicar les notícies periodístiques contràries als interessos dels vaguistes. El dia 9 el capità general de Catalunya, Joaquim Milans del Bosch, va declarar l'estat de guerra, i més de tres mil obrers foren detinguts i tancats al Castell de Montjuïc. Aleshores també es declararen en vaga com a protesta els obrers de la indústria tèxtil i la vaga transformà en una general de Barcelona. El govern del comte de Romanones decidí iniciar negociacions amb els vaguistes. Va substituir l'impopular governador civil Carlos González Rothwoss pel més moderat Carles Montañès i envià a Barcelona a José Morote, sotssecretari de la Presidència per pactar amb el comitè de vaga.

### Acord laboral

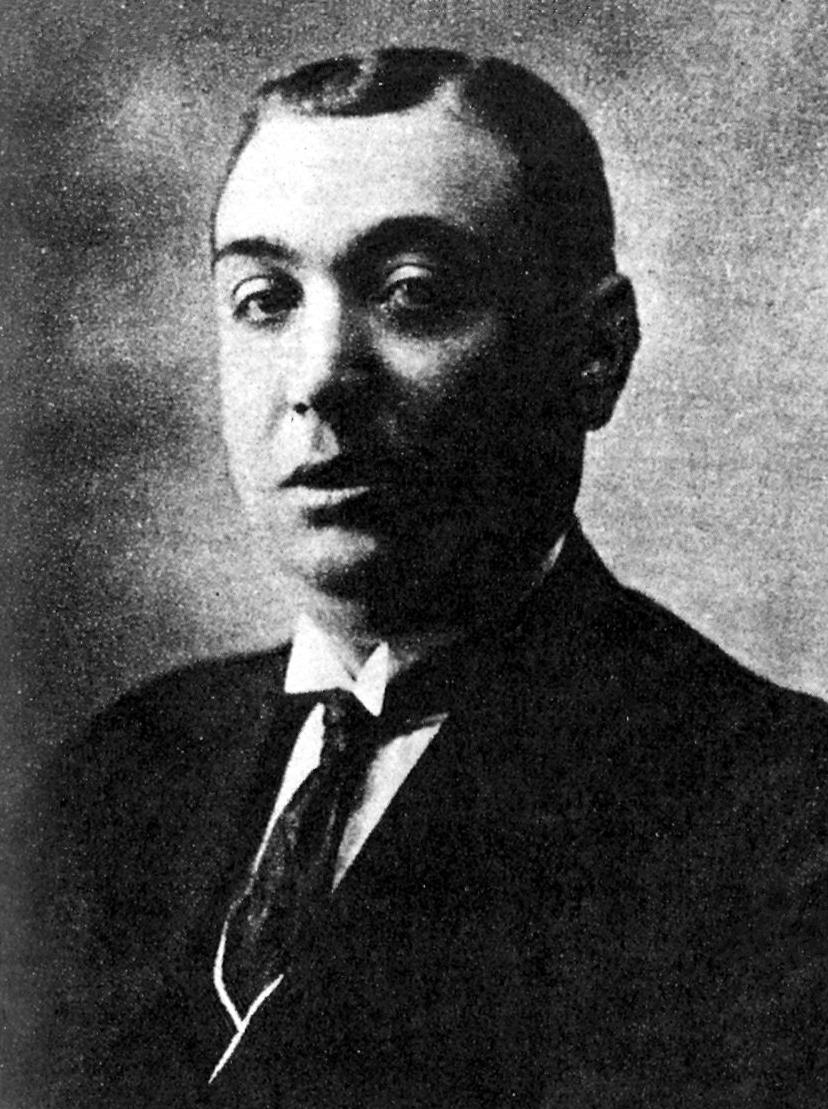
Salvador Seguí

La posició intransigent de l’empresa es devia sobretot al temor que es repetís l'experiència de la Mexican Light and Power Company, empresa fundada el 1902 pel mateix grup promotor que la Barcelona Traction, que arran de la revolució mexicana de 1911 va haver de pactar amb els rebels. El director de la Canadenca, Fraser Lawton, era convençut que la mobilització anava més enllà d'un tema estrictament laboral i entreveia una situació revolucionària. Els dies 15 i 16 de març, i en presència de l'emissari del govern, José Morote, es van reunir els representants de La Canadenca i del comitè de vaga. El 17 de març, davant les posicions maximalistes d'uns, i la possible deriva en un conflicte més general per part dels altres, el govern va imposar un acord en els següents termes:
- Llibertat per als treballadors empresonats.
- Readmissió dels vaguistes sense represàlies.
- Es pagaria la meitat dels dies que havia durat la vaga.
- S'establiria la jornada laboral de 8 hores diàries, durant sis dies a la setmana.
- Després de l'acord definitiu s'aixecaria l'estat de guerra.

Els treballadors de les empreses del grup de la Barcelona Traction van rebre una augmentació salarial considerable, que oscil·laren entre el 60% en els nivells inferiors i el 10% en els superiors.
Per a subscriure l'acord, la CNT va convocar per al dia 19 de març una gran assemblea a la plaça de toros de Les Arenes, on hi assistiren més de vint mil treballadors. Hi van intervenir Simó Piera i Pagès, Josep Díaz, Rafael Gironés, Francisco Miranda i Salvador Seguí, que va tancar el míting i inclinar els assistents d'acceptar una via transaccional i de presentar-se l'endemà a la feina. L'assemblea aprovà l'acord i va donar un termini de 72 hores perquè el govern alliberés tots els empresonats.

### Conflicte posterior
Però el dia 24 de març restaven encara alguns obrers detinguts, subjectes a la jurisdicció militar, i es va considerar que el governador civil no havia complert el compromís d'alliberar tots els empresonats. Al migdia es va interrompre el subministrament elèctric i es va declarar una vaga general. Es va tornar a declarar l'estat de guerra, i es va iniciar una dura repressió contra els sindicalistes, amb detencions, alguns assassinats i suspensió judicial de les activitats sindicals. El dia 3 d'abril el president del govern espanyol, Álvaro de Figueroa y Torres, comte de Romanones va signar el decret que limitava la jornada laboral a vuit hores per a tots els oficis. Hauria d'entrar en vigor a l'octubre del mateix any 1919. En un clima de repressió i violència creixent, els treballadors no podien mantenir la vaga. El 14 d'abril la vaga es va acabar, i el mateix dia el governador civil, Carles Montañès, i el cap de la policia van dimitir, sembla que per pressions de Joaquim Milans del Bosch. El 15 d'abril, el govern del comte de Romanones va dimitir.
La intransigència de la patronal a acceptar de bon grat els acords va marcar el tancament del conflicte obert amb la vaga de la Canadenca i això va donar pas a un dels períodes més deplorables de les lluites socials a Barcelona, els anomenats anys del pistolerisme. Arran del paper preponderant de CNT a la vaga, els dirigents de la Barcelona Traction van afavorir la implantació a l'empresa dels sindicats lliures, afins a la patronal.
La gestió que els militars van fer de les instal·lacions de l'empresa fou maldestra i produí una pèrdua econòmica considerable, malbaratant carbó per produir electricitat quan n'hi havia prou amb la producció hidroelèctrica. Fraser Lawton reclamà en el mes de juny de 1919 que el govern espanyol reemborsés a l'empresa l'import del carbó consumit de forma innecessària, així com les gratificacions extraordinàries que el govern va concedir als militars que havien ocupat les instal·lacions, fetes pagar en primera instància per Riegos y Fuerzas del Ebro.

## Canvis en l'accionariat

### Les societat de cartera

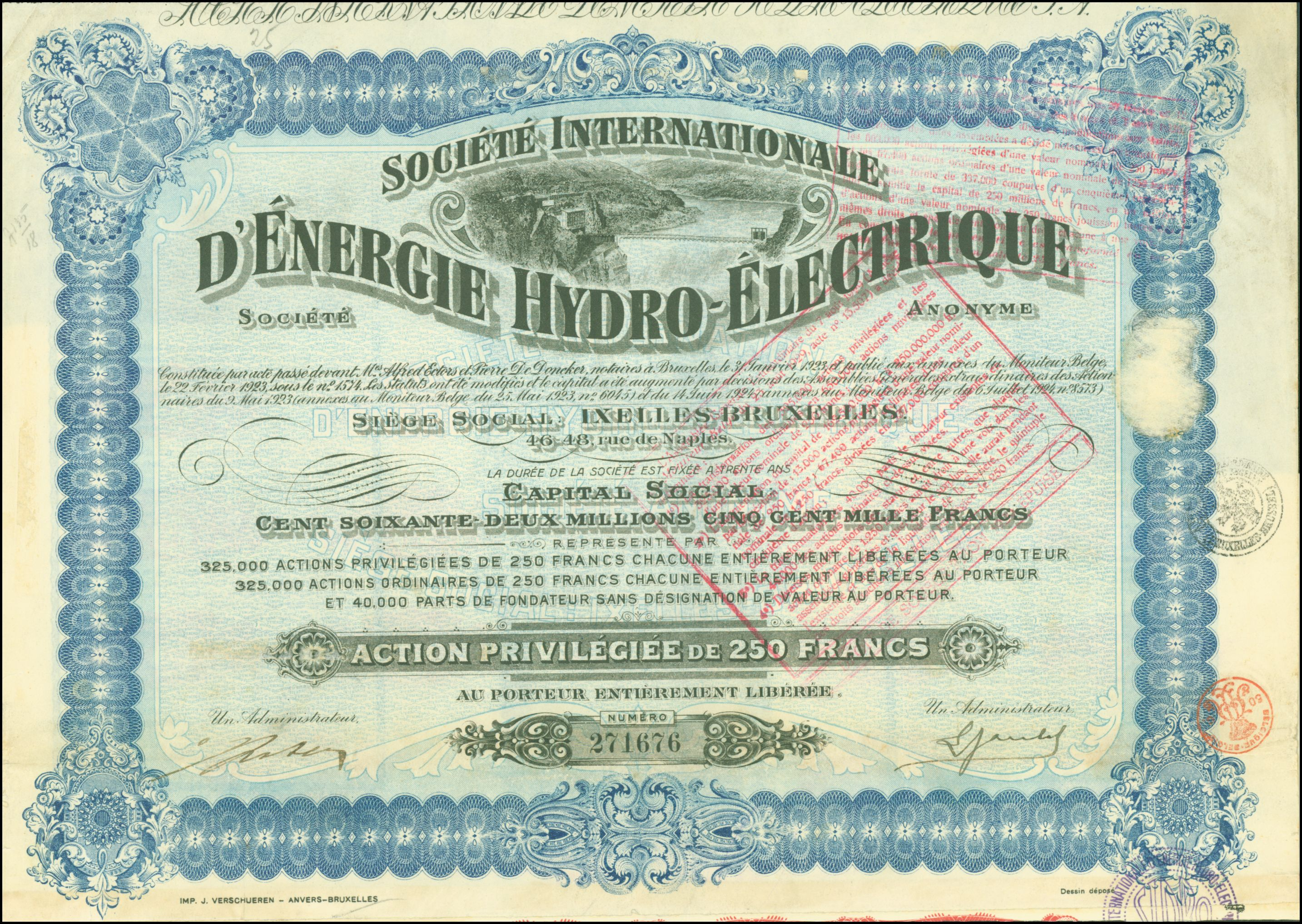
Acció de la Sidro

Abans de 1914, les societats de cartera presents en el sector de la producció elèctrica eren promogudes per fabricants de béns d'equip elèctrics, i actuaven com a punts de venda dels productes dels fabricants. Després de la guerra el seu focus va canviar cap a la intermediació financera. Les societats de cartera captaven capital per invertir-lo en companyies generadores d'energia elèctrica.
Les societats de cartera de serveis públics, o societats hòlding, van ser un tipus d'institució financera que va aparèixer en la dècada de 1920 concurrentment a Europa i als Estats Units, amb la finalitat de finançar l'adquisició, reestructuració i expansió de companyies de serveis públics com subministrament de gas i electricitat, transport públic i altres. El hòlding va aportar eficiència al sector mitjançant la gestió centralitzada, l'enginyeria, consultoria i serveis financers, però el que va fer que la forma fos tremendament atractiva era la capacitat de convertir les migrades rendibilitats de les societats prestadores dels serveis en grans beneficis a la capçalera del hòlding gràcies al palanquejament financer.
El 1923 es constituí a Bèlgica el hòlding Sidro, i els socis foren James Hamet Dunn i Alfred Loewenstein, promotors de la Barcelona Traction, Light and Power, així com les societats Guarantee Insurance and Investment Company accionista de referència de la Barcelona Traction i la Canadian and General Finance. Els socis van aportar a l'actiu de la societat importants paquets d'accions privilegiades de la Barcelona Traction, de forma que a partir de 1924 Sidro controlava la Barcelona Traction. La importància de la nova estructura és que a partir d'aquell moment la major part de les accions de la Barcelona Traction eren agrupades en una única societat, i no pas disperses en moltes mans.
El 1927 el hòlding belga Sofina passà a controlar Sidro, i va esdevenir el soci de referència de la Barcelona Traction. La participació directa o indirecta de Sofina en el capital de la Barcelona Traction, Light and Power rondava el 75%. A partir de 1929, Sofina, antiga propietària de Les Tramways de Barcelone, va prestar serveis tècnics a la Barcelona Traction.

### Reestructuració del deute de 1924
El 1924 la companyia tornà a anunciar que no disposava de la liquiditat suficient per fer front al pagament de totes les obligacions en circulació. Fou ja el quart trasbals d'aquesta mena en un període de deu anys. Els obligacionistes i l'empresa van negociar un acord el 25 de juny de 1924, amb la ja familiar pauta d'eliminar pagaments d'interessos per un temps excepte per al grup promotor. També com a part de la reestructuració, la Barcelona Traction va vendre les accions que posseïa de Les Tramways de Barcelone i dos anys més tard les de Ferrocarrils de Catalunya. En els dos casos, el comprador era Alfred Loewenstein, ja fos a través de la societat de cartera Sidro o bé directament. Les diferència de preus entre la valoració de les accions i la contrapartida afavoria al comprador. Es tractava d'una compensació econòmica per les pèrdues produïdes per l'impagament dels interessos de les obligacions. Alguns dels canvis introduïts, com la reducció del nominal de les accions en un 50%, van produir un perjudici notable als seus portadors.
A partir de 1925 en va ser director gerent Frank Fraser Lawton, que s'havia incorporat al consell d'administració en produir-se el canvi accionarial.

## Enginyeria financera
En els anys d'entreguerres la Barcelona Traction realitzà diverses operacions societàries, amb el propòsit de generar beneficis per als accionistes principals del grup mentre reduïen al màxim els pagaments d'impostos locals. Altres operacions, com la venda de les empreses de transport públic, foren motivats per les pressions polítiques del moment.

### Transaccions entre empreses del grup
El 1923 va crear la societat Unió Elèctrica de Catalunya per comprar la part d'Energia Elèctrica de Catalunya que encara no posseïa, i emetre deute per finançar la compra. Posteriorment, utilitzaria el paraigua de la Unió Elèctrica de Catalunya per integrar l'oferta elèctrica de totes les seves societats productores. El 1926 la Barcelona Traction va vendre la seva filial Companyia Barcelonina d'Electricitat a Riegos y Fuerza del Ebro per un preu desorbitat, incrementat l'endeutament, la reducció de beneficis i conseqüentment dels impostos a pagar per part del comprador, així com l'increment del pagament d'interessos al venedor.
El 1929 va crear la Companyia d'Aplicacions Elèctriques per evadir el pagament d'impostos corresponents a la compra d'uns solars, disfressant-los com l'aportació dels solars a una societat.

### Venda de Les Tramways de Barcelone
El dictador espanyol Primo de Rivera va impulsar la «nacionalització» de les companyies de serveis públics propietat d'empreses estrangeres, com la dels tramvies, i va afavorir que inversors locals les adquiríssin. El 1925 un grup financer impulsat per la Banca Arnús-Garí i el Banc de Biscaia va formalitzar la compra de Les Tramways de Barcelone a la Barcelona Traction, canviant el nom per Tramvies de Barcelona, S.A. (o Tranvías de Barcelona, més a gust del dictador del moment).
Quan les accions de la companyia de tramvies van entrar el 1913 al balanç de la Barcelona Traction, ho feren per un valor d'1.126.696 lliures esterlines. La venda es feu en dues fases: en la primera fase les accions foren traspassades a Sofina a canvi d'obligacions First Mortgage en poder de Sofina per valor nominal de 600.000 lliures esterlines (en un moment en què a la borsa es cotitzaven al 50% del seu valor nominal). En la segona fase Sofina vengué al comprador les accions per un preu molt més alt.

### Venda de Ferrocarrils de Catalunya
El 1926 la Barcelona Traction vengué Ferrocarrils de Catalunya a un grup financer espanyol articulat al voltant del Banco Central i el Banc de Santander. En el balanç de la Barcelona Traction el valor de Ferrocarrils de Catalunya era de 3.117.185 dòlars. (equivalent aproximadament a unes 649.835 lliures esterlines). Es vengueren 24.000 accions, que representaven la totalitat del capital social.
Com en el cas anterior, la venda es feu en dos passos. En el primer la Barcelona Traction va vendre les accions a promotors de la societat, com Alfred Loewenstein i a empreses amb interessos a la Barcelona Traction, com Sofina i International Holdings & Investment Co. Ltd. (societat liderada per Loewenstein) a canvi d'obligacions First Mortgage. El valor nominal de les obligacions era de 647.500 lliures, però el valor real borsari estava al voltant de 388.500 lliures esterlines.
La Barcelona Traction declarava en el seu informe anual de 1926 que els compradors també havien pagat una part de la transacció en diners, i havien subscrit 12.750 accions ordinàries a la par (nominal de 50 dòlars), valorades en 130.993 lliures. Enlloc es parla del desemborsament. Les accions foren lliurades a la Guarantee Insurance and Investment Company, empresa propietat dels promotors.

### Intercanvi d'accions de 1930
El 1930 es produí un intercanvi d'accions. Cada acció ordinària, els portadors de les quals havien vist reduir el seu valor nominal de 100 a 50 dòlars en la reestructuració del deute de 1924, s'intercanviava per una nova acció ordinària sense valor nominal. Les accions privilegiades, amb un valor nominal de 100 dòlars, s'intercanviaven per sis noves accions ordinàries sense valor nominal. Atès el valor comptable de les accions privilegiades en el balanç de l'empresa i la relació de canvi descrita, el valor de les accions ordinàries s'havia reduït fins a assolir només un 21,43% del seu valor inicial de 100 dòlars en el 1911.

### Control sobre els pagaments en divises

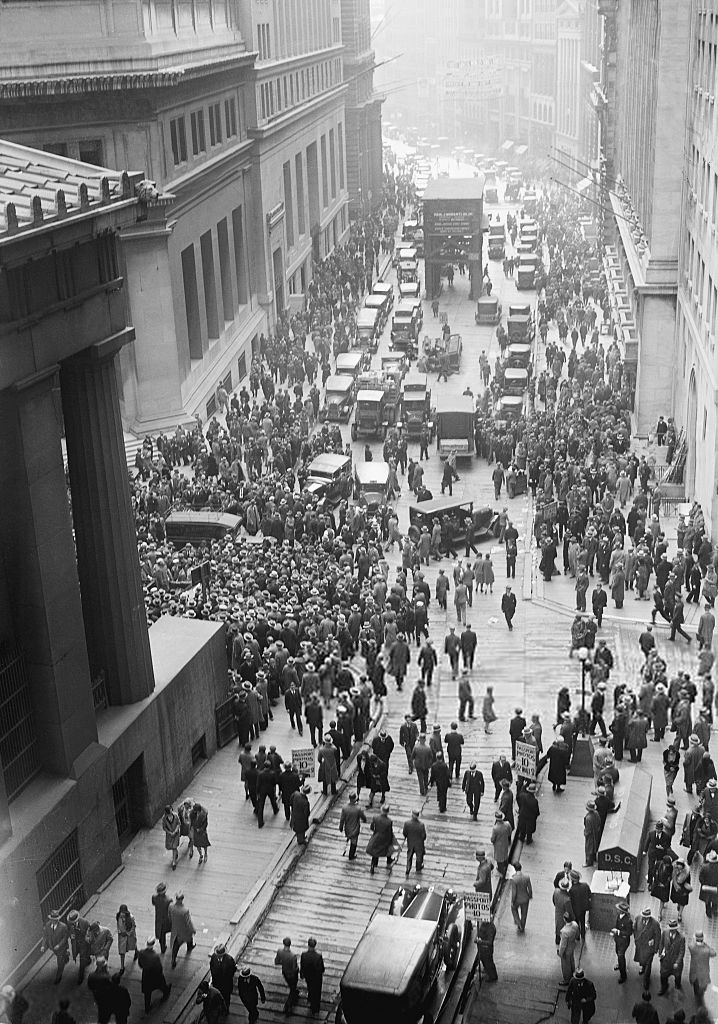
La crisi de 1929 provocà la creació de controls sobre les transaccions en divises

Riegos y Fuerza del Ebro, la filial de la Barcelona Traction, es finançava amb emissions d'obligacions (anomenades General Mortgage) en lliures esterlines, l'únic subscriptor de les quals era la mateixa Barcelona Traction amb un descompte del 50%. La societat Riegos y Fuerza del Ebro havia de tornar la totalitat del nominal a la Barcelona Traction més els interessos, constituint per aquesta última empresa un negoci molt profitós, i també il·legal des de 1920.
El pagament del deute en lliures esterlines es duia a terme en dues etapes: en primer lloc, Riegos y Fuerza del Ebro realitzava una transferència a la seu de la Barcelona Traction a Toronto com a pagament dels interessos dels seus propis deutes amb la societat matriu en lliures esterlines i a vegades també en dòlars. Seguidament, Barcelona Traction des del Canadà realitzava una transferència als seus banquers britànics a Londres per fer el pagament de les obligacions.
Fins a 1931, les transferències de divises es realitzaven de forma lliure; només havien de guardar la documentació de la transferència per si l'administració li reclamava posteriorment. La crisi del 1929 provocà que els estats volguessin tenir un control ferm sobre els intercanvis monetaris amb l'estranger. El 10 de gener de 1931 el govern espanyol va introduir un règim d'autorització prèvia, en la que els interessats havien de justificar el motiu per disposar de divises. Aquest fet provocà el primer enfrontament de la Barcelona Traction amb l'administració espanyola. Des de 1931 totes les sol·licituds de divises sense una justificació clara foren denegades, impedint les transferències corresponents al pagament d'obligacions de Riegos y Fuerza del Ebro en lliures esterlines a Barcelona Traction. Riegos y Fuerza del Ebro no podia justificar la necessitat de les divises sense revelar que el destinatari era la Barcelona Traction i fent palès l'evasió fiscal que s'havia produït des de 1920. Aquest fet afectaria greument en les sol·licituds de divises que faria Barcelona Traction en la dècada de 1940.
La reacció de l'empresa davant la impossibilitat de pagar els interessos de les obligacions fou molt diferent de la que va tenir en les quatre ocasions anteriors. En aquests casos, la companyia negocià amb els tenedors dels títols, s'arribà a un acord sobre la quitança i el nou calendari de pagaments i la decisió es formalitzà en una junta de creditors. Aquest cop, la companyia simplement deixà de pagar, cedint la iniciativa de possibles reclamacions als propietaris de les obligacions.

## Creixement

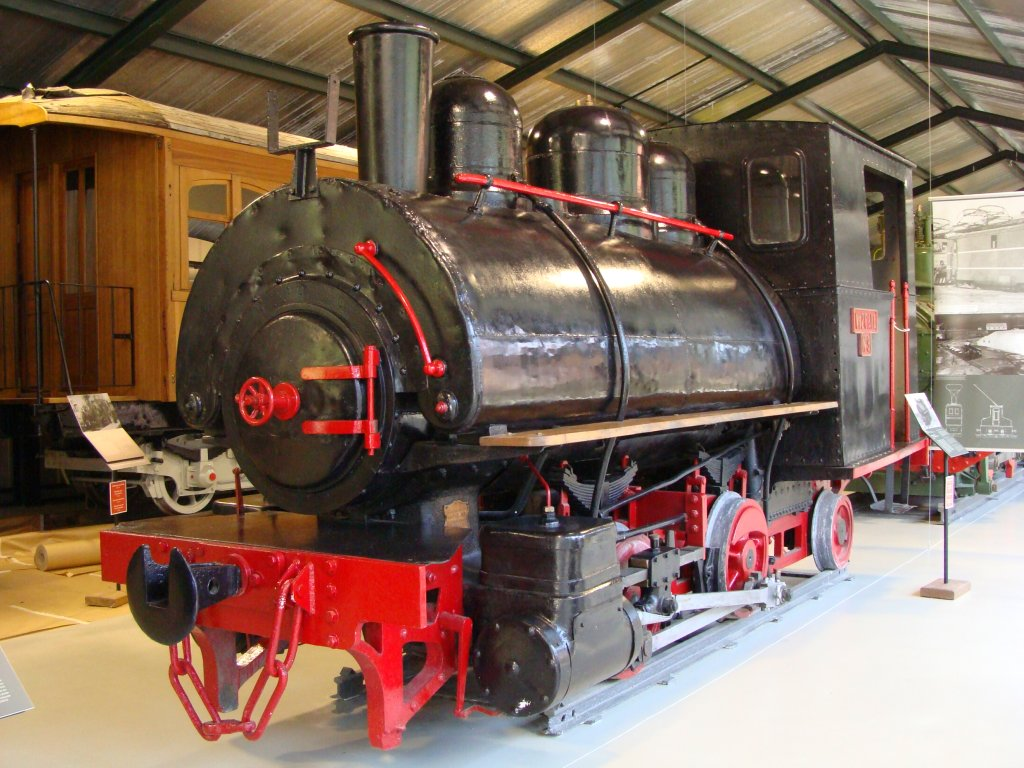
Locomotora que prestà serveis a Fígols

A partir de 1920 l'economia catalana va iniciar un camí de creixement i la demanda d'energia elèctrica augmentà de forma paral·lela. L'evolució dels preus fou favorable per als productors. Aquestes circumstàncies permeteren a l'empresa reprendre un pla d'expansió ambiciós.
El 1923 es van adquirir la resta d'accions d'Energia Elèctrica de Catalunya que encara no pertanyien al grup de La Canadenca, utilitzant per a aquest fi la societat Unió Elèctrica de Catalunya, una empresa del grup creada per aquest fi. Tot seguit es van integrar les instal·lacions productives i les xarxes de distribució de les dues empreses. També es van incorporar al grup dues empreses menors, la mataronina Companyia General d'Electricitat que posseïa una xarxa de distribució al Maresme i la Societat Hidràulica del Fresser, la qual disposava de petites centrals hidroelèctriques en aquest riu.
La construcció més rellevant d'aquesta època fou la de la central de Camarasa. A finals de 1917 es va començar a treballar en el desviament de la Noguera Pallaresa; les obres pròpiament de la central van començar l'1 de maig de 1919. Els dos primers grups de turbines van entrar en servei el 3 d'agost de 1920, i el tercer i quart ho feren més tard. També es construïren i posaren en funcionament les centrals de Reculada (1931) i de Terradets (1935).
Una estratègia comercial utilitzada per la Barcelona Traction era la d'assegurar el subministrament de grans consumidors d'electricitat. En aquest sentit, el 1930, l'empresa, conjuntament amb la filial Unió Elèctrica de Catalunya va crear la societat Saltos del Ebro, un cop havia signat un conveni amb l'empresa Electroquímica de Flix, la qual posseïa un petit salt en el riu Ebre. El 1930 Riegos y Fuerza del Ebro va adquirir el 50% de les accions de la societat Carbons de Berga, que explotava mines de carbó. Va construir a boca de mina la central tèrmica de Fígols per aprofitar els jaciments de lignit.
La darrera operació d'importància abans de la guerra civil fou l'adquisició en el 1933 de la societat Hidroelèctrica del Segre, la qual posseïa una central hidroelèctrica de 1.100 kW a Ponts, i sis petites plantes més al canal d'Urgell, aquestes amb una potència total de 350 kW. El 1935 es creà la societat Saltos de Cataluña, amb l'objectiu d'eludir l'obligació, en efectiu des del 1921, de que els titulars de les concessions hidroelèctriques fossin empreses constituïdes i domiciliades a l'estat espanyol.

## La guerra civil i els anys posteriors
La revolució que es produí a Catalunya a l'inici de la Guerra Civil espanyola provocà que la companyia primer fos intervinguda per part del Comitè Central de Control Obrer de Gas i Electricitat de Catalunya (format pels sindicats CADCI, UGT, SGTC i CNT), després confiscada i finalment militaritzada pel govern espanyol a mitjans de 1938. El Comitè Central de Control Obrer de Gas i Electricitat de Catalunya, que es va fer càrrec de l'empresa des d'un primer moment, va suspendre el pagament de dividends i d'interessos als inversors amb accions i obligacions de la companyia. A principis de setembre de 1936 el personal estranger que hi treballava va abandonar el país. La Barcelona Traction constituïa la inversió britànica més important a l'estat espanyol, i periòdicament el consolat anglès a Barcelona protestava a la Generalitat de Catalunya per l'ocupació de l'empresa, encara que sense cap resultat.
Durant el període de guerra, la principal preocupació dels nous gestors fou el manteniment del subministrament de carbó per a les centrals tèrmiques. També es van reduir les desigualtats en les retribucions de la plantilla. Entre el 1935 i el 1937 la producció del grup d'empreses de La Canadenca va caure en un 25%, descens que cal atribuir més a la paràlisi del consum industrial a causa de la guerra que no pas a dificultats a la producció. Però l'ofensiva de les tropes de Franco al front d'Aragó, que havia culminat l'abril de 1938 amb la presa de les principals centrals hidroelèctriques de La Canadenca situades a la conca del Noguera Pallaresa i Segre, va provocar una dramàtica reducció de la producció. Des de llavors les restriccions en el subministrament d'energia elèctrica van ser constants fins al final de la guerra. A mesura que durant el 1938 i 1939 l'exèrcit franquista anava capturant centrals elèctriques, molts dels tècnics estrangers que havien fugit s'anaven reincorporant a la feina per assumir la gestió de les instal·lacions. Un cop finalitzada la guerra l'empresa va ser retornada als seus antics propietaris.

### Danys de guerra i revolució

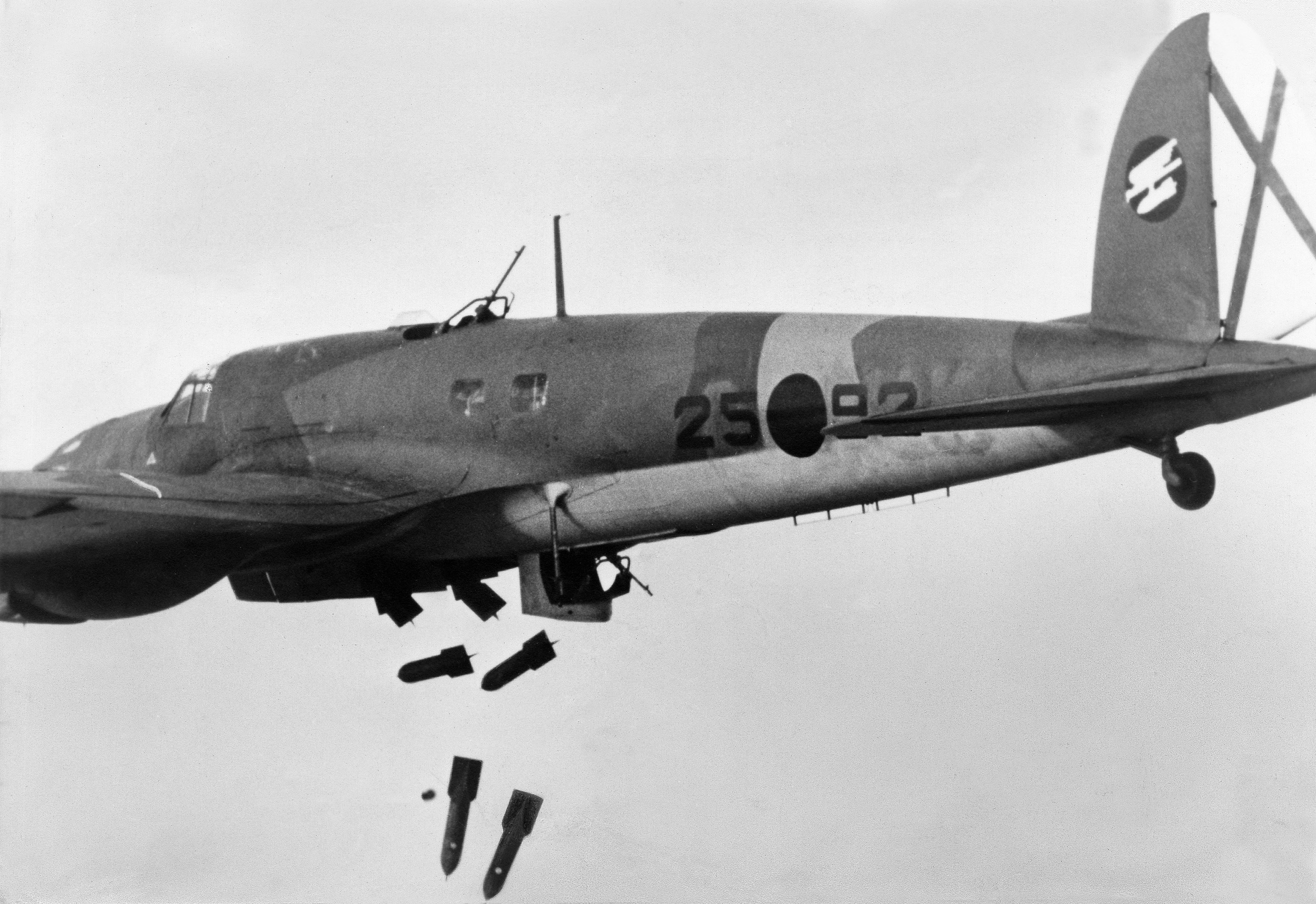
Avió de la legió Condor

Tres anys de guerra van provocar diversos danys a l'empresa. La majoria de les centrals elèctriques havien estat bombardejades per l'aviació franquista, amb l'objectiu de deixar sense electricitat a la indústria de guerra catalana. Les centrals hidroelèctriques de Serós i Sant Llorenç (amb una capacitat combinada de 50.000 kW) van patir nombrosos danys, així com les centrals tèrmiques de Sant Adrià, Tortosa i Fígols, les quals tenien una capacitat total de 38.500 kW. Les altres centrals també acumulaven desperfectes, però d'un nivell de severitat menor. Les línies de transmissió elèctrica, tant les de mitja com alta tensió, estaven bastant malmeses.
Les oficines centrals no van patir danys importants, però la maca de materials feia molt difícil normalitzar el servei. S'hagué de fer un esforç important per fer la lectura de més de 400.000 comptadors, per disposar d'un punt de referència per poder facturar. En el mes de juliol de 1936, els dipòsits bancaris pertanyents a Riegos y Fuerza del Ebro i de les seves filials ascendien a 32.594.271 pessetes. El 26 de gener de 1939, aquest dipòsit s'havien incrementat fins a 49.914.274 pessetes. Per contra, els dipòsits en or, que el juliol de 1936 estaven valorats en 10.898.393 pessetes, havien desaparegut per obra del govern espanyol republicà. Durant un bon temps l'empresa no pogué emetre estats financers fiables.

### Situació econòmica

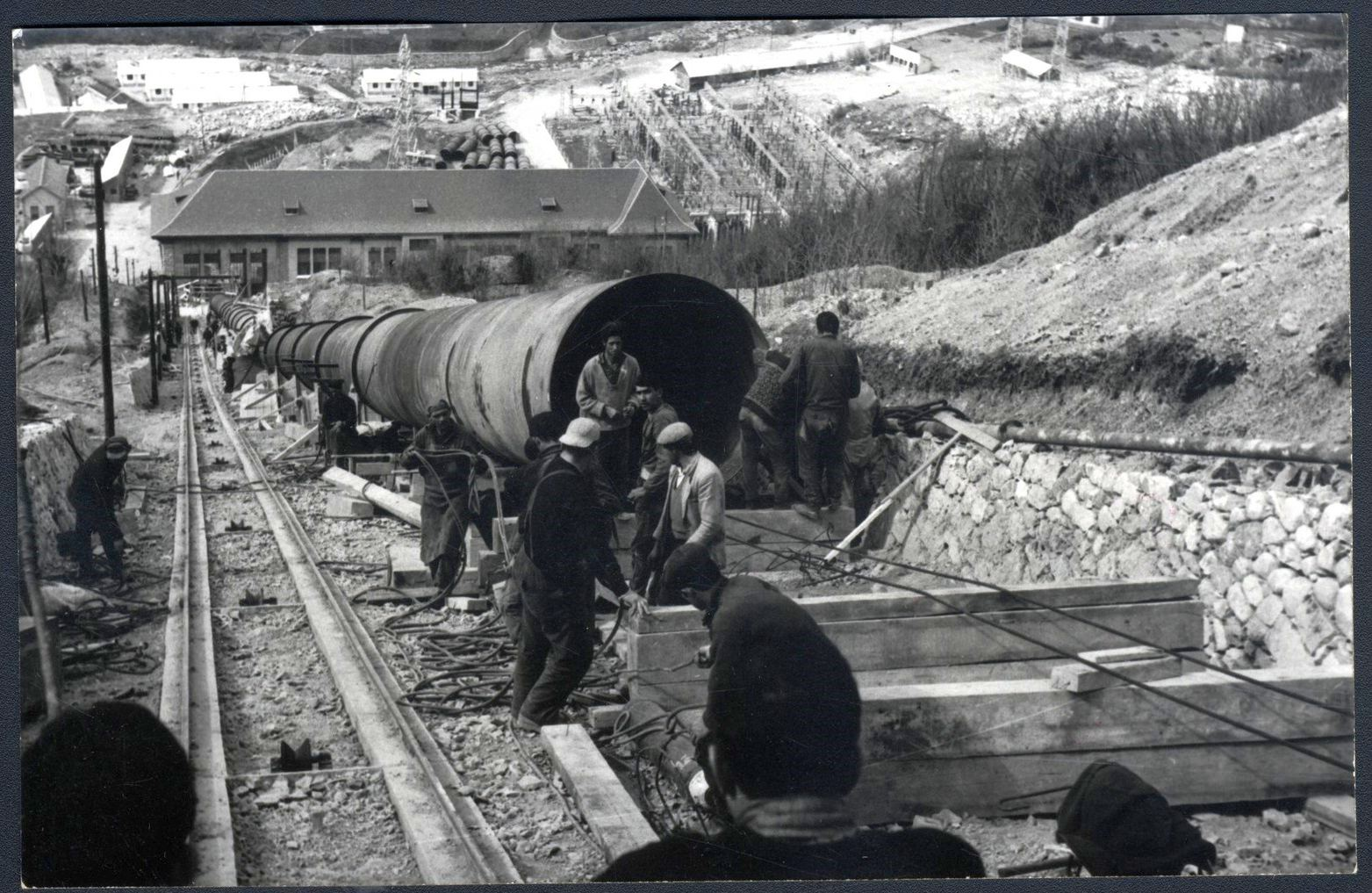
Construcció de la central d'Arties

La companyia reinicià lentament obres que tenia aturades, com la central hidroelèctrica de Flix, i en començà de noves, com la central hidroelèctrica de Vielha i la central d'Arties. Malgrat aquestes inversions, en el període 1940-1950 l'empresa va acumular un retard important respecte al conjunt de la indústria elèctrica. A l'estat espanyol la potència instal·lada va créixer un 52,6% i la producció un 97,7%; en el cas de la Barcelona Traction, els creixements foren del 23,8% en potència instal·lada i del 57,32% en producció, incloent en aquest últim apartat l'energia comprada a altres empreses.
El 1939 la societat presentava un estat de salut delicat. Si bé guanyava diners, no eren prou per assegurar-ne la continuïtat a mitjà termini. Els problemes que abatien l'empresa s'atribuïen a diversos factors:
- Barcelona Traction tenia un fort endeutament en lliures esterlines en una època de forta depreciació de la pesseta.[210] Calien més pessetes per poder tornar el capital prestat i els interessos. El fort increment dels costos de finançament amenaçava la viabilitat a llarg termini del negoci.
- Impagament d'interessos i del capital de les obligacions. Si bé augmentaven els costos meritats, l'empresa no pagava ni interessos ni retorn del principal des del juny de 1936. Tampoc es pagaven els interessos de les obligacions en pessetes perquè les obligacions en lliures esterlines tenien senioritat. L'impagament prolongat de les obligacions comportava el perill que les instal·lacions de Riegos y Fuerza del Ebro acabessin en mans d'un administrador judicial.
- De sempre, l'empresa depenia fortament de l'energia d'origen hidroelèctric, fent-la sensible a les sequeres estacionals.[210] Després dels desperfectes de la guerra civil, les centrals tèrmiques que posseïa treballaven a un ritme mitjà de producció, degut a la dificultat en l'aprovisionament de carbó.[211] El 1935 la potència instal·lada total de les centrals tèrmiques era de 64.750 kW, mentre que en el 1947 s'havia reduït a 49.650 kW i no tota era potència útil.[212] L'excessiva dependència del règim hídric provocava una gran variabilitat anual dels guanys, única font de finançament de noves inversions.
- Impossibilitat d'accedir als mercats de capitals, ja fossin internacionals o estatals.[210] Des del mes de juny de 1936 no havia pagat interessos ni retornat capital de les obligacions. Sense regularitzar el deute, tenia el pas barrat a emetre noves emissions de deute en el mercat internacional. El mercat financer espanyol, just sortit de la guerra, tampoc tenia gran capacitat d'inversió;[210] addicionalment, la Barcelona Traction tenia un complicat entrellat de societats que feia difícil saber on anaven a parar els diners; la manca de transparència creava desconfiança als inversors. Això provocava que les inversions necessàries per augmentar la producció s'haguessin de finançar exclusivament amb els recursos que l'empresa generava per si mateixa. Els recursos generats, malgrat l'impagament del deute, eren insuficients per augmentar la producció,[212] retroalimentant la irregularitat dels resultats.
- El preu de venda de l'electricitat estava regulat pel govern franquista, i mantingut en uns nivells baixos.[213] Aquesta limitació afectava negativament el flux de caixa de l'empresa, els resultats i la capacitat d'invertir. Si bé no era un problema exclusiu de la Barcelona Traction, afectava de forma negativa el seu resultat. El preu de l'electricitat resultava cada cop més baix respecte altres fonts d'energia, la qual cosa n'incrementava la demanda. Però les baixes tarifes provocaven que les inversions necessàries fossin molt poc rendibles, fent que la capacitat productiva fos molt inferior a la demanda.[214]

### El pla de viabilitat de Dannie Heineman

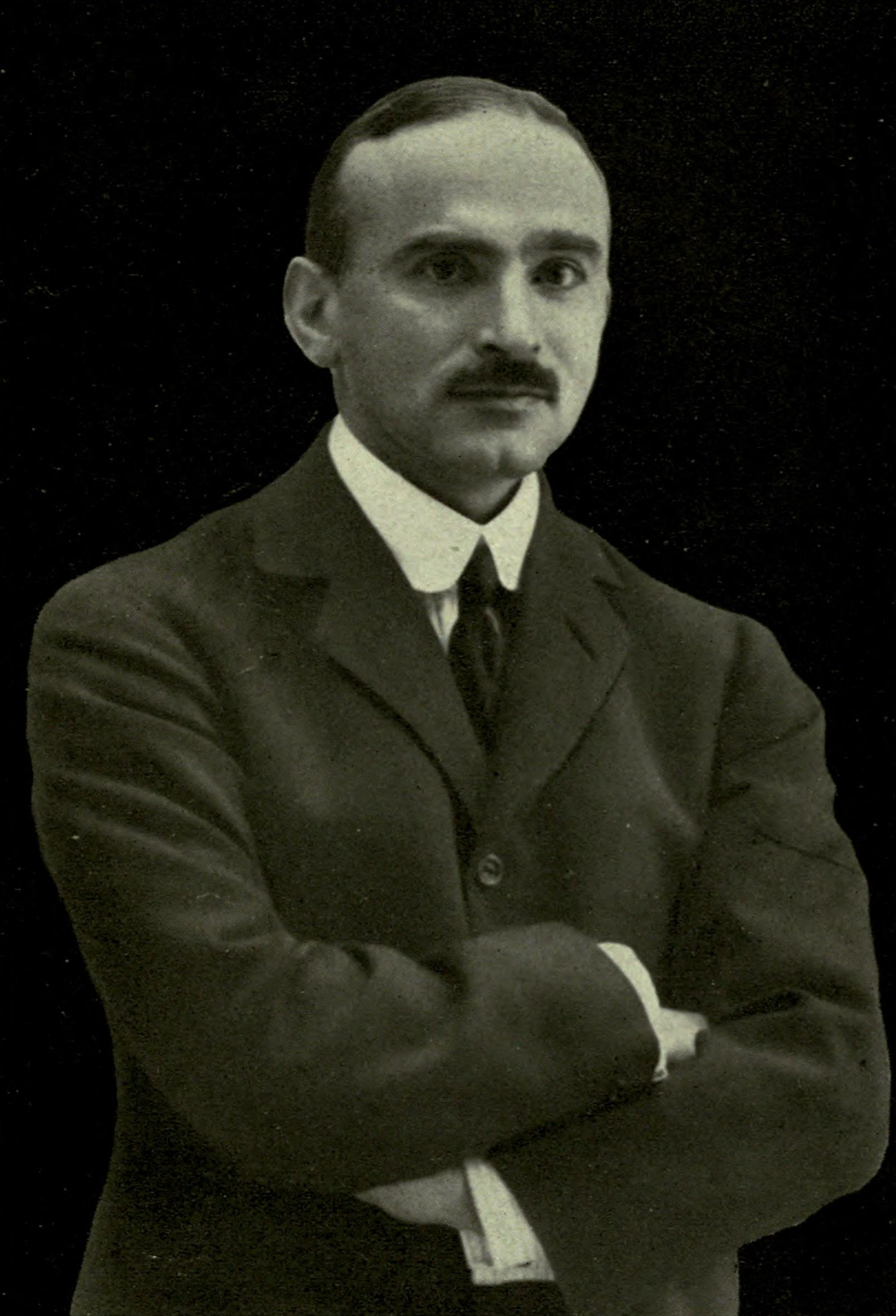
Dannie Heineman

El març de 1940, Dannie Heineman, com a director de Sofina i, per tant, accionista de referència de la societat, va elaborar un pla de viabilitat de l'empresa, essent el primer objectiu blindar la societat per evitar eventuals reclamacions d'obligacionistes. El pla es basava en els següents punts:
- Alleugerir el pes del deute de la Barcelona Traction, amb la cancel·lació anticipada de les obligacions Prior Lien i les First Mortgage en lliures esterlines, mitjançant uns pagaments en efectiu que imposaven als tenedors una quitança del 50% tant del principal com dels interessos impagats.[187] Respecte a les obligacions en pessetes, un cop es va obtenir l’autorització de l’administració, en el 1940 es va reprendre el pagament d'interessos.[217]
- Conversió de les obligacions General Mortgage de Riegos y Fuerza del Ebro en lliures esterlines a obligacions en pessetes, evitant l'ús de divises escasses i eliminant el risc de les diferències de canvi; el tenedor d'aquestes obligacions era la Barcelona Traction.[187] D'aquesta forma les lliures esterlines que no es pagaven a Barcelona Traction com a obligacionista s'usaven per pagar als obligacionistes de la Barcelona Traction.
- Simplificar l'estructura societària del grup, desmantellant la xarxa de filials, amb l'objectiu de fer-la transparent i poder accedir al mercat espanyol de capitals. L'entrada de nous recursos permetria invertir en incrementar la capacitat productiva d'origen tèrmic, que facilitaria una major estabilitat en els resultats i una millora dels mateixos.[218]
- Els accionistes no havien de patir cap sacrifici addicional. Cal fer notar que Dannie Heineman representava a l'accionista principal de l'empresa, Sofina.

La Barcelona Traction va aconseguir que el ministre d'indústria del moment, Demetrio Carceller Segura, aprovés provisionalment el seu pla. El desenvolupament de la Segona Guerra Mundial va impedir que el pla reeixís; els obligacionistes no es podien reunir en assemblea a Londres per aprovar-lo. El 1940 Dannie Heineman, d'origen jueu i resident a Bèlgica, va haver de fugir d'Europa i tornà als Estats Units. Acabada la guerra al continent, el juliol de 1945 es va presentar un pla de reestructuració financera, anomenat Pla de Compromís, amb la mateixa orientació que el pla de viabilitat de 1940. S'impulsava davant el Tribunal Suprem d'Ontario (tribunal natural de La Canadenca) la convocatòria d'una assemblea d'obligacionistes a Londres per aprovar la que ja seria la cinquena reestructuració del deute de l'empresa. L'assemblea se celebrà a Londres el 19 d'octubre de 1945 i s'aprovaren els termes proposats per Dannie Heineman, amb el vot en contra de Joan March.
El Tribunal donà un termini de temps fins al 31 de desembre de 1945 per arribar a un acord amb els creditors, termini que després de ser prorrogat, va expirar el 14 de desembre de 1946. A partir d'aquesta data, els obligacionistes podien iniciar les accions legals que consideressin oportunes.

## L'aparició de Joan March

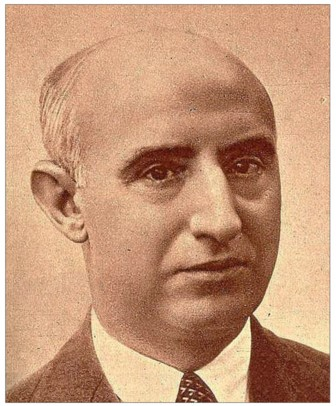
Joan March

### Operacions encobertes
Durant la Segona Guerra Mundial, els aliats feren a l'estat espanyol compres massives de tungstè, metall necessari per a la indústria de guerra, per evitar que el compressin els alemanys. Per dur a terme les compres necessitaven pessetes. El 1942 el govern britànic va sol·licitar un préstec a la Barcelona Traction per valor de 35 milions de pessetes per a la compra de tungstè; s'acordà que es dipositaria aquesta quantitat a l'Anglo South America Bank, i el banc el prestaria a un testaferro del govern britànic, el qual avalava l'operació. Sobtadament, Frank Fraser Lawton, gerent de Riegos y Fuerza del Ebro, va retirar el dipòsit donant un preavís de tan sols 24 hores, sense que se'n sàpiga el motiu. L'ambaixador britànic a Madrid únicament va trobar Joan March, un finançador de primera hora del cop d'estat del 18 de juliol, disposat a cobrir el dipòsit, evitant la reclamació de l'Anglo South America Bank al govern britànic i permetent la continuïtat de les operacions.

### March es fixa en la Canadenca
Cap al mes d'octubre de 1939, Joan March i Ordinas havia posat la seva atenció en la Barcelona Traction i va fer servir les seves obligacions impagades com el medi més econòmic per prendre el control de l'empresa o, com a mínim, fer-hi diners. El 1940, Carles Montañés, dolgut amb la precària situació de la companyia i atribuint la majoria dels problemes que patia al fet que era malmenada per la direcció de Dannie Heineman i als altres directius estrangers, es va reunir amb March a Lisboa, on li va lliurar un extens dossier sobre l'empresa i el va reafirmar en la convicció que s'hi podia fer un gran negoci. El mateix any March va fer una oferta -baixa- a diversos tenedors d'obligacions, utilitzant com a emissari a Carles Montañés, la qual fou rebutjada per migrada i mancada de credibilitat. Malgrat aquest primer intent fallit, March va anar comprant obligacions de la Barcelona Traction al mercat de Londres des de 1940 fins a 1951. El 1944 Joan March va intentar arribar a un acord amb Heineman, consistent a respectar el valor nominal de les obligacions (Joan March ja n'havia comprat moltes a baix preu) i que fossin els accionistes el que suportessin el pes de la reestructuració, el qual fou rebutjat. Com a resposta, el 1945 March va fer servir la seva relació amb el ministre d'indústria per impedir el subministrament de divises a la Barcelona Traction, impedint així que el pla de reestructuració del deute de Dannie Heineman es pogués aplicar.

### Acord amb el règim franquista
L'octubre de 1946, March comunicava per carta a Franco i al nou ministre d'indústria, el falangista Juan Antonio Suanzes Fernández, que tenia un pla –la declaració de fallida de la Barcelona Traction –que permetria nacionalitzar els actius de l'empresa per un cost molt baix, sostraient-la de les mans estrangeres i de possibles influències catalanistes. La declaració de fallida era l'única oportunitat que els accionistes perdessin el control de la companyia, i aquesta passés a ser regida pels seus creditors, el primer dels quals seria March. March es comprometia a dur a terme la nacionalització, demanant a canvi que l'estat es mantingués ferm davant les pressions estrangeres. Aquesta carta és l'anomenat primer compromís de Joan March. Pel seu cantó, el 12 de desembre de 1946, el ministre Juan Antonio Suanzes rebutjava públicament el pla de Dannie Heineman en un discurs des de la tribuna de les Corts franquistes.

### Bloqueig de divises
El problema de la Barcelona Traction de no rebre divises procedents de Riegos y Fuerza del Ebro per al pagament d'interessos i capital era un assumpte que s'arrossegava des de 1931, i era una situació difícil d'esmenar. Si no es donaven explicacions al govern espanyol sobre el destí de les divises, aquest no en proporcionava. De fet, les autoritats monetàries espanyoles no van concedir cap autorització administrativa per al pagament d'interessos i amortització del principal a partir del 5 d'octubre de 1931. Davant aquesta situació, el 1946 l'empresa va aconseguir un acord amb bancs espanyols i estrangers per a poder pagar els deutes en pessetes. Els creditors van acceptar la proposta com a mal menor, perquè quasi feia deu anys que no cobraven. El govern espanyol però, també va denegar les sol·licituds fetes en aquest sentit l'octubre i desembre de 1946. Els obstacles que es posaven al conveni van provocar l'enfonsament de la cotització de les obligacions de la Barcelona Traction als mercats borsaris, ocasió aprofitada per March per fer compres massives d'aquests valors, assolint progressivament la posició de principal creditor de la companyia. De fet, va arribar a obtenir el 85% de les obligacions de la companyia. Caducat el termini judicial que tenia Heineman per honorar els acords de l'assemblea d'obligacionistes, va seguir un període de dos anys de negociacions entre el govern franquista, March i Heineman sense cap progrés per cap banda; la relació entre la Barcelona Traction i els seus interlocutors s'anà deteriorant. Dannie Heineman proposà diversos plans alternatius per assolir les divises, fins i tot oferint que fossin subministrades per Sofina i dues societats estrangeres més.
Una preocupació addicional de Heineman era el destí de la Companyia Hispano Argentina d'Electricitat (Chade), propietat també de Sidro. L'empresa s'havia constituït el 1920 per assumir el negoci elèctric de l'alemanya DUEG a l'Argentina, i va eludir la confiscació en pagament de les reparacions de guerra que el Tractat de Versalles havia imposat a Alemanya. La societat havia gaudit d'uns privilegis tributaris. Acabada la Segona Guerra Mundial, es volia traslladar la seu fora de l'estat espanyol, moviment que necessitava l'autorització del govern espanyol per no anul·lar retroactivament els esmentats privilegis. Dannie Heineman volia que March es comprometés a no interferir en la Chade, condicionant acords en les negociacions de la Barcelona Traction a aquesta condició, a la que March sempre s'hi negà. De fet, el 1947 March va amenaçar Heineman de forma clara amb atacar la Chade -instrumentalitzant al govern espanyol- si no s'avenia a raons amb la Barcelona Traction.

### Últimes negociacions
Quan March va haver reunit una quantitat significativa d'obligacions de la Barcelona Traction, va reclamar a Dannie Heineman el dret de participar en la gestió de l'empresa. El nord-americà, davant la impossibilitat d'aconseguir divises, cedí i el 21 de gener de 1947 arribà a un acord per acceptar la formació d'una mena de comitè paritari, amb facultats executives i amb representants dels dos bàndols. El 25 d'abril del 1947 el comitè es va reunir a la seu de Riegos y Fuerza del Ebro a Barcelona, però la reunió va durar ben poc perquè els representants de Joan March van al·legar que el comitè no tenia el poder executiu que segons ells s'havia compromès Heineman. El 27 de novembre de 1947 se celebrà una última reunió a Basilea entre Heineman i March, on s'acordà crear un comitè paritari no executiu amb la condició que s'abonessin íntegrament els interessos i amortitzacions de deute pendents des de 1936. L'import per aquests conceptes era aproximadament d'uns 10 milions de lliures esterlines, essent March el gran beneficiari, atès el baix preu amb el qual havia obtingut les obligacions. El fet posterior que Heineman demanés garanties respecte a la Chade donà l'excusa a March perquè aquest fes el següent moviment.

## La declaració de fallida

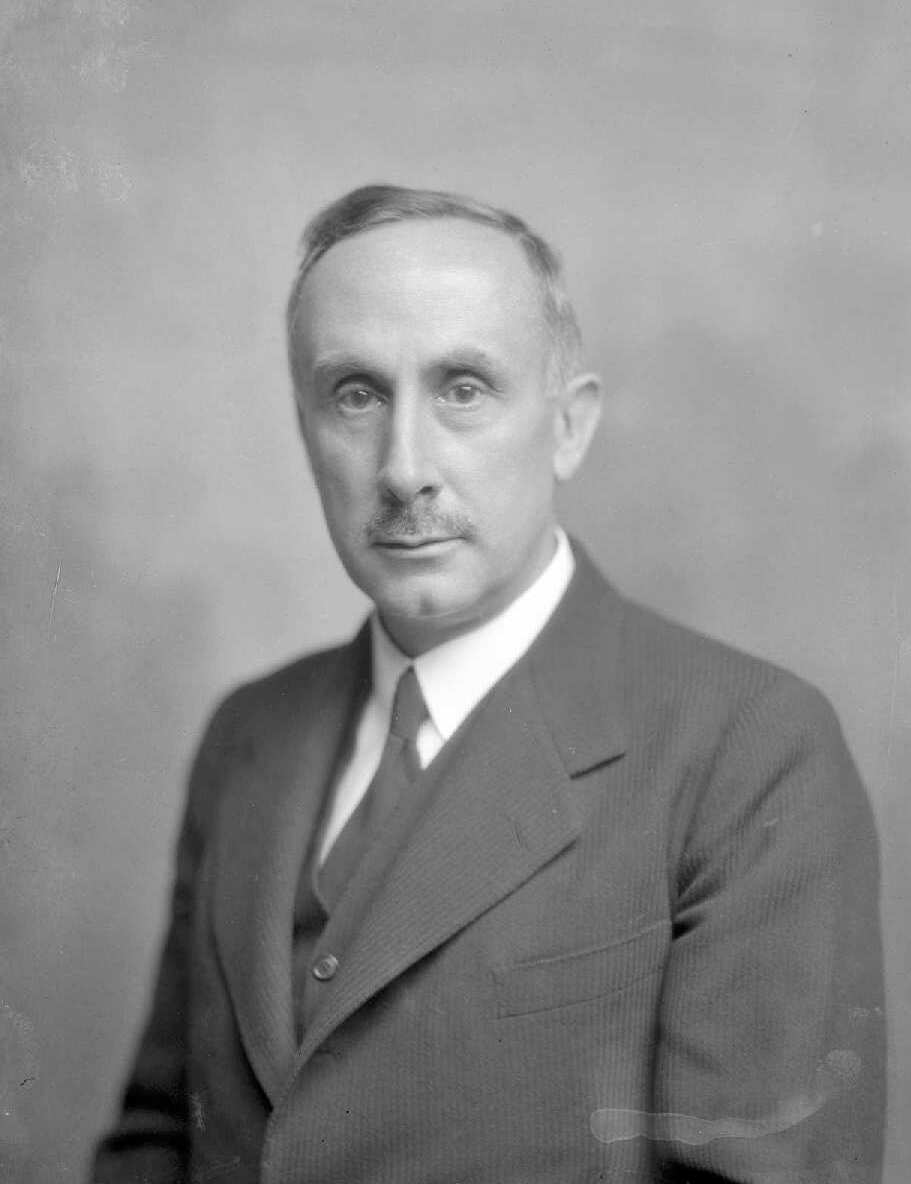
Joan Ventosa, conseller de Riegos y Fuerzas del Ebro

El 9 de febrer del 1948, Joan March va instar la fallida de la Barcelona Traction, a través d'una demanda presentada al jutjat de primera instància de Reus per tres testaferros de Madrid, amb l'argument (cert) que feia més de tretze anys que no cobraven els interessos de les obligacions. En un temps rècord, el jutge Carlos Andreu Domingo declarà el 13 de febrer la fallida de l'empresa, després de parlar amb tres testimonis, un d'ells Carles Montañès i els altres eren dues persones sense cap relació amb l'empresa. El 13 de febrer al matí, el dipositari i el comissari nomenats pel jutge per a «ocupar els béns» es presentaren a les oficines de Riegos y Fuerza del Ebro a la plaça de Catalunya de Barcelona per a fer-se càrrec de l'empresa.
Cal remarcar que el 1947 s'inaugurà la central hidroelèctrica de Vielha, i uns dies abans de la declaració de fallida ho fou la central hidroelèctrica de Flix, amb l'assistència d'autoritats franquistes, les quals havien estat finançades amb recursos propis del grup de la Barcelona Traction. El fet que no s'hagués produït cap canvi significatiu en l'empresa més gran del país entre el període en què March va comprar obligacions de la societat per valor d'entre 2 i 3 milions de lliures esterlines i el moment en què la mateixa persona instava la seva fallida no sembla que sorprengués el jutge, ni tan sols el va motivar a permetre que la Barcelona Traction presentés al·legacions. La prevaricació del jutge Carlos Andreu Domingo la va reconèixer el mateix March.
El jutge va declarar la fallida de l'empresa per impagament reiterat als seus obligacionistes, i en va ordenar l'embargament i intervenció. El procediment de fallida no es va notificar judicialment a l'empresa, i aquesta no va interposar cap recurs sinó diversos mesos més tard, ja fora del termini de 8 dies que preveia el dret espanyol. En el mes de gener de 1952 es va procedir a subhastar els bens de la Barcelona Traction, els quals es van adjudicar a Forces Elèctriques de Catalunya, - propietat de Joan March -, la qual assumí els actius i passius de la companyia; entre els primers es trobava Riegos y Fuerza del Ebro i les altres filials operatives.
Després que en la intervenció de 1948 afloraren transaccions irregulars, es va interposar una demanda contra els membres del consell d'administració de Riegos y Fuerza del Ebro. Si bé el jutge de Delictes Monetaris interrogà als consellers espanyols –Joan Ventosa i Calvell, Mariano de Foronda i Juan Antonio Gamazo Abarca– no els trobà culpables de res. La sentència es feu esperar fins al 28 de novembre de 1952, i condemnava als nou consellers estrangers en rebel·lia a pagar conjuntament una multa d'una mica més de 66 milions de pessetes, essent responsables civils subsidiaris Riegos y Fuerza del Ebro i el seu comprador en la subhasta, Forces Elèctriques de Catalunya. L'import es considerava una moma, doncs es parlava que la multa podria ascendir als 400 milions de pessetes (equivalents a 165 milions d'euros en 2025). Qui va rebre l'obsequi fou Joan March, com a propietari de Forces Elèctriques de Catalunya, atès que es va estalviar molts diners.

## El litigi internacional

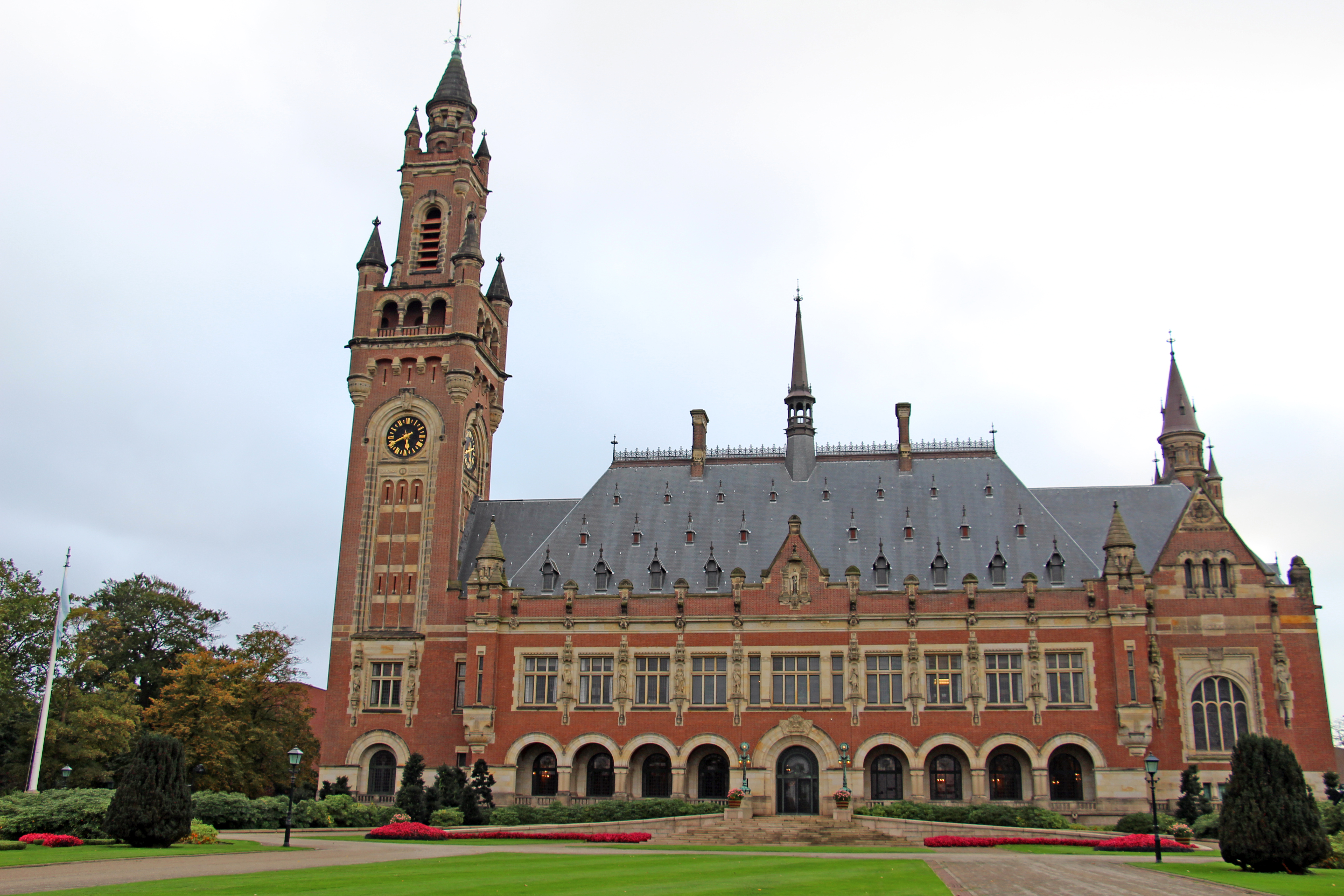
Seu del Tribunal Internacional de Justícia, La Haia

Tres governs van sortir en defensa de la Barcelona Traction: Canadà –per la nacionalitat de l'empresa–, Bèlgica –afectada per les repercussions de l'afer sobre el principal accionista, Sofina– i el Regne Unit –donant suport al Canadà, però també preocupat per defensar els drets d'unes emissions d'obligacions en lliures esterlines i amb tenidors britànics. El 1950 el govern espanyol va proposar als governs canadenc i britànic la creació d'una comissió internacional d'experts per avaluar si el principal punt de conflicte, és a dir, la negativa de l'administració espanyola a proporcionar les divises que sol·licitava Riegos y Fuerza del Ebro, estava justificat.
Com a resultat d'aquesta comissió, l'11 de juny de 1951 es reconeixia formalment en una Acta Tripartita que la conducta de les autoritats espanyoles respecte a la no autorització de les divises reclamades per la Barcelona Traction havia estat correcta. La comissió també va estimar que, al llarg dels anys, el valor dels fons importats fou de 14.508.423 lliures esterlines, i el dels fons exportats de 17.459.291 lliures, amb un saldo de 2.950.868 lliures. Aquest càlcul fou utilitzat matusserament per les autoritats espanyoles per adduir que l'empresa s'havia finançat amb estalvi espanyol.
A partir d'aquesta acta, March va interpretar que tenia via lliure per als seus propòsits, i forçà la subhasta dels béns de l'empresa, la qual va guanyar l'empresa Fuerzas Electricas de Catalunya SA (FECSA), que havia estat fundada poc abans de la subhasta per March. El preu de compra fou ridículament baix. En un informe fet el 1952 sobre el cas, el ministeri d'afers exteriors britànic va estimar que March havia comprat una empresa valorada en 52 milions de lliures esterlines per només 2.091.000 lliures.
L'empresa, que fins al moment s'emparava en el govern canadenc, va recórrer seguidament al govern belga, argumentant que els seus principals accionistes eren d'aquesta nacionalitat. El govern de Bèlgica va presentar en 1958 una primera demanda al govern espanyol davant el Tribunal Internacional de Justícia de la Haia, pels danys causats a la societat. La demandà va concloure el 1961 per desistiment del govern belga, amb la perspectiva d'una negociació privada entre les parts. Al no produir-se cap acostament, es presentà una segona demanda, per defensar els accionistes belgues de la societat. Bèlgica sol·licitava el reconeixement dels danys causats per Espanya als accionistes, en violació del dret internacional, i la reparació del dany causat, primer mitjançant la restitució a l'estat original, i si no era possible, mitjançant una indemnització per la quantia de la quota de participació que posseïen els seus nacionals en la societat («una suma equivalent al 88 per 100 del valor net»). La valoració que es feia del grup de la Barcelona Traction era de 88.600.000 dòlars americans (que equivaldria a 1.127.705.211,62 dòlars en 2023). Addicionalment, es demanava una altra indemnització pels perjudicis accessoris causats a aquests accionistes.
La segona demanda finalitzà per la sentència del 5 de febrer de 1970, la qual rebutjava la capacitat del govern belga per a protegir i representar una societat canadenca davant el Tribunal Internacional de Justícia, encara que la majoria dels seus accionistes fossin de nacionalitat belga. El veredicte no va entrar en el fons de la qüestió i el procés judicial va finalitzar definitivament.

## Llista del grup d'empreses

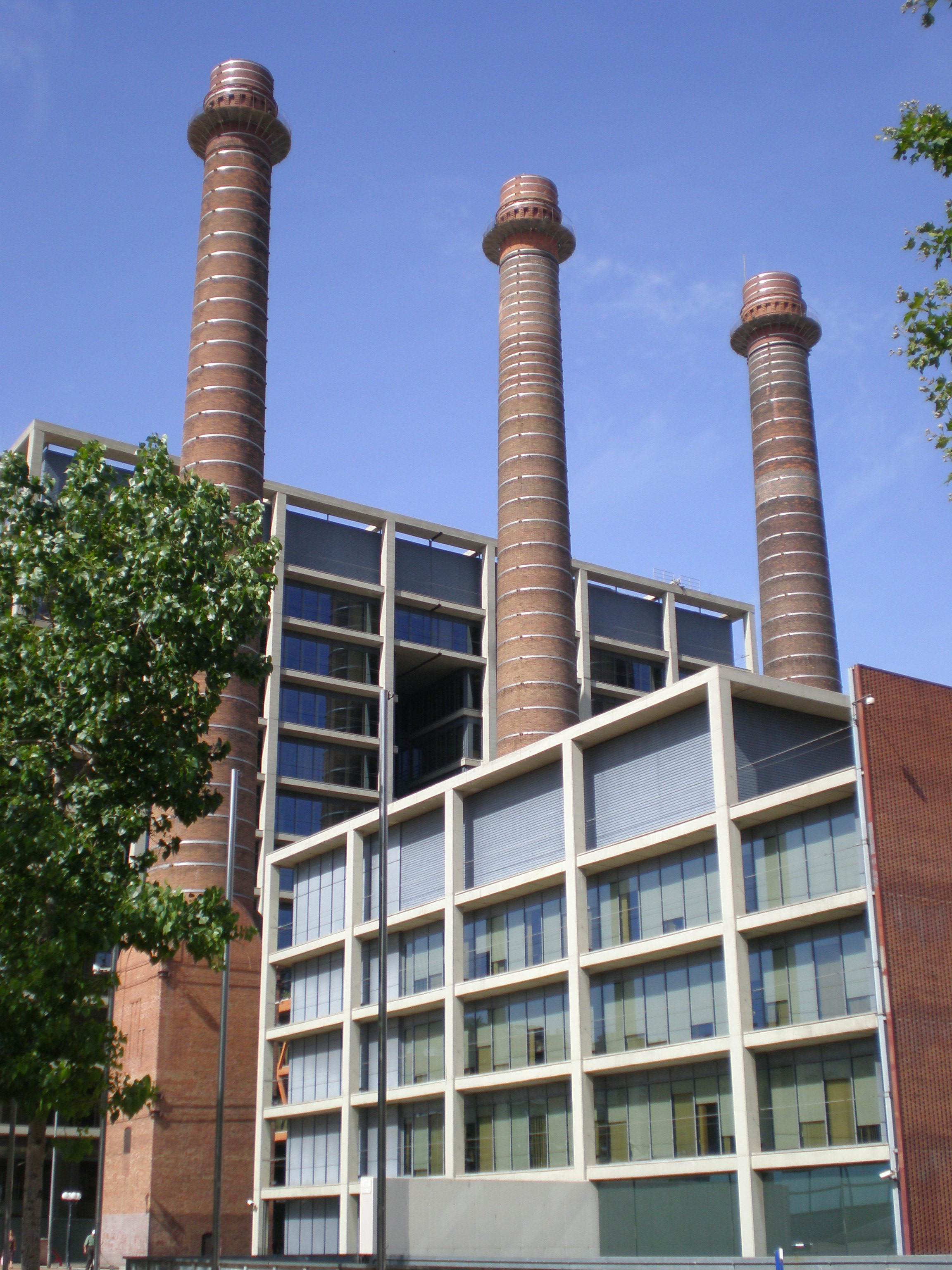
Xemeneies al Paral·lel de Barcelona d'una antiga central d'AEG que fou comprada per la Barcelona Traction. Ara s'hi troben les oficines de Red Eléctrica de España.

Una de les activitats de la coneguda com a La Canadenca va ser adquirir-ne d'altres. Entre les més destacades s'hi troben:
- Tramvies de Barcelona (1912)
- Ferrocarrils de Catalunya S.A. (Ferrocarril de Barcelona a Sabadell, Terrassa i Vallvidrera)[2] (1911-1913)
- Companyia Barcelonina d'Electricitat[2] (1912)
- Saltos del Segre (1912)
- Energia Elèctrica de Catalunya[2] (1923)
- Sociedad Española Hidráulica del Freser (1923)
- Compañía General de Electricidad SA
- Electricista Catalana SA
- Saltos del Ebro SA (1930)
- Hidroeléctrica del Segre (1933)
- Saltos de Catalunya SA (1935)
- Sociedad Productora de Fuerzas Motrices (1941)

## Obres realitzades a Catalunya
Durant els anys 20 va realitzar les infraestructures més importants realitzades mai fins aleshores a Catalunya i a Europa, que van canviar totalment l'estructura energètica del país. En les obres de construcció feien servir tecnologies molt punteres. Cent anys després de l'estrena, bona part encara continuen en funcionament, entre les quals en destaquen les següents:
- Central hidroelèctrica de Talarn
- Central de Camarasa
- Central hidroelèctrica de Reculada
- Central hidroelèctrica de Terradets
- Canal de Seròs
- Central hidràulica de Sossís